# 風の市兵衛シリーズの登場人物
風の市兵衛シリーズの登場人物（かぜのいちべえしりーずのとうじょうじんぶつ）は、辻堂魁による日本の長編時代小説『風の市兵衛』、及びその続編に登場する人物について解説する。
なお、年齢は特に記述のない限り、初登場時のものに準ずる。

## 主要な登場人物
以下の登場人物については、風の市兵衛のページを参照。
- 唐木市兵衛（主人公）
- 渋井鬼三次（北町奉行所同心）
- 助弥（渋井の手先）
- 矢藤太（口入れ屋「宰領屋」主人）
- 片岡信正（市兵衛の兄。公儀十人目付）
- 返弥陀ノ介（信正の腹心）
- 佐波（小料理屋「薄墨」女将で信正の愛人、後に妻）
- 柳井宗秀（蘭方医）
- 喜楽亭のおやじ（飯屋の亭主）
- 青（中国人の女刺客）

## 第1巻 風の市兵衛

### 高松家
高松 道久（たかまつ みちひさ）
入間郡所澤村に100石の知行地を得る、三河以来の名門旗本で、職録100俵の公儀番方小十人衆の役目にあったが、御家人の妻中山絵梨と共に川の中から死体で発見された。その遺体は心中に見せかけられていたが、渋井鬼三次は他殺だと看破した。また、何に使ったのか分らない50両の借金を遺していた。
実は信正の密偵であり、石井彦十郎に接触し、柳屋の阿片密貿易について探っていたが、正体が露見して石井と長治に殺された。
高松 安曇（たかまつ あずみ）
道久の妻。29歳。市兵衛と共に家政の立て直しに奔走し、やがて市兵衛から算盤の手ほどきを受けるようになる。その中で、市兵衛にほのかな恋心を抱くようになった。しかし、「算盤が好きです」という言葉だけで、ついにその想いを口にすることはなかった。
高松 頼之（たかまつ よりゆき）
8歳。父道久の不審死の後、家名家禄を安堵され、高松家当主となった。頭が良く、頑固一徹の気性。当初は、算盤侍である市兵衛のことを軽く見ていたが、次第に敬愛するようになっていった。
庄二郎の話を聞いて、父の死に長治が関係していると知ると、市兵衛の反対を押し切って長治の元に乗り込んだ。話し合いの途中で気持ちの抑制が効かなくなり、丹波の遺体が発見されたことを口走ってしまったため、長治の手の者に襲われるが、市兵衛の風の剣に救われる。
大原 甚右衛門（おおはら じんえもん）
高松家の老家士。
高松家では、他に下働きの清助（せいすけ）・おきね夫婦を雇っている。

### 柳屋一統
柳屋 稲左衛門（やなぎや いなざえもん）
日本橋本石町の薬種問屋。元は、川越の江戸町で薬種問屋を営んでいたが、30歳の時に流行病で妻と2人の子を亡くし、その悲しみを埋めるかのように商売に没頭していった。そして、名門旗本である石井彦十郎の威光を利用して、15年前に江戸に進出した。
先祖は、室町時代に渡来した中国商人。そのため、中国商人登秀元（とう しゅうげん）に信頼され、ロシア船との密貿易を仲介してもらった。そして、石井を通じて手に入れた公儀の内情をロシアに売り、代わりに大量の阿片を手に入れる密貿易を行なって、江戸市中に売りさばいていた。
市兵衛と頼之が長治の元を訪れたと知り、目付の捜査が迫っていることを悟ると、宗七や稲左衛門と共にロシアに逃れようとしたが、市兵衛や信正らに追いつかれてしまう。そして、市兵衛に斬りかかり、逆に斬られて絶命した。
宗七
柳屋に先々代から奉公している手代で、間もなく60歳になる稲左衛門の腹心。
柳屋が店じまいした後は、稲左衛門がロシア船に乗り込むのを確認したら、出家して諸国を廻るつもりだった。しかし、稲左衛門が市兵衛に斬られたとき、後を追って自害した。
石井 彦十郎（いしい ひこじゅうろう）
寄合席4000石の旗本で、道久の幼馴染み。道久が遺した借金手形に裏書きしていた。借金の調査のために訪れた市兵衛には、女遊びのためだと語った。
稲左衛門によって阿片と3人の中国女の虜になっており、稲左衛門のために旗本名家の名を利用させてやったり、ロシアに売り渡す公儀の内情を稲左衛門が手に入れられるよう計らったりしていた。道久が目付の密偵だと気づくと、長治や春五郎と図って借金手形を捏造し、道久と絵梨を阿片の過剰摂取によって殺害して、遺体を心中に見せかけて川に投棄した。
目付の手が迫ってくると、稲左衛門らと共にロシアに逃れようとしたが、信正に捕らえられる。その後、改易と切腹を命じられた。
翠（すい）・楊（よう）・青（せい）
3人とも10年前に売られて日本にやってきた。3年前、登秀元から柳屋稲左衛門に取引の礼として譲られ、さらに阿片の密貿易に石井を巻き込むため、彼に贈られた。
3人とも妖艶な中国人の女で、恐るべき中国武術の遣い手。渋井が柳屋の寮に忍び込んだ際は、それを発見して斬り捨てた。石井がロシアに脱出するための旅にも同行し、追いついてきた市兵衛らに襲いかかった。しかし、翠は市兵衛に、楊は弥陀ノ介に殺された。青も弥陀ノ介に斬られ、川に落ちて流された。
長治（ちょうじ）
神田多町にある岡場所の店頭（たながしら）。柳屋から手に入れた阿片を、各地の岡場所の遊女や客に売りさばいていた。道久と絵梨、そして丹波の殺しにも加担した。
絵梨に密貿易のことを漏らしたり、すぐに仕掛けがばれるような中途半端な殺しを繰り返したりしたことで、稲左衛門の信用を失い、首を絞められて殺された。
春五郎（はるごろう）
石井の紹介で、市兵衛が来る前に高松家に入っていた渡り用人。石井や長治と図って、50両の借金を作ったように偽装した。借金について聞きに来た市兵衛に、仲間と共に暴行を加えようとしたが、逆に痛い目に遭わされてしまう。事件発覚後、死罪となった。
中丸屋 伝三郎（なかまるや でんざぶろう）
日本橋蛎殻町の金貸し。石井や長治の依頼で道久の借金手形を偽造した。事件発覚後、死罪。
平沢 角之進（ひらさわ かくのしん）
天文方。稲左衛門一味がアヘンと金と女で籠絡し、完成したばかりの伊能図（大日本沿海輿地全図）を求めた。角之進はそれを了承し、伊能図が難しい場合には蝦夷と樺太の沿海を描いた図布を渡すことを約束した。事件発覚後、職を解かれて家禄没収。
ブラゾフ
ロシア船のカピタン。越後沖に現れては稲左衛門と密かに取引し、阿片を大量に売り渡している。そして、さらなる阿片やロシア皇帝への謁見と引き換えに、伊能図を求めた。

### 中山家
中山 絵梨（なかやま えり）
御家人中山丹波の妻。高松道久と心中を偽装した遺体で発見された。
丹波を通じて阿片の味を覚えた。もっと阿片をたくさん使いたいと思うようになり、長治の岡場所で女郎を始める。そして、向島にある柳屋の寮に大量の阿片が隠されており、それが密貿易によって手に入れた品であることを、色仕掛けによって長治から聞き出した。そのネタを使って稲左衛門をゆすろうとしたため、石井と長治によって大量の阿片を吸わされて殺された。
中山 丹波（なかやま たんば）
絵梨の婿養子。間もなく30歳。絵梨が死んだ後、しばらく庄二郎のところにかくまってもらっていたが、薬が切れて我慢できなくなり、柳屋の寮に向かった。後に、押上村の林の中で、斬り傷だらけの遺体が埋められていたのが発見された。
中山 数右衛門（なかやま かずえもん）
絵梨の実父。妻の名は富代（とみよ）。絵梨が心中という不祥事を起こしたことで、世間からの誹りに耐えていた。また、当主である丹波が行方不明ということで、家名存続も危うい状態だった。しかし、絵梨の死が心中ではないことが明らかとなり、丹波も遺体で発見されたことから、養子を迎えて家名を存続させた。

### その他
清海（せいかい）
下谷の養玉院の住職で、丹波は清海の寺小姓だった。丹波が20歳になった時、中山家の婿養子の口を買ってやった。
荻野 長敬（おぎの ちょうけい）
御家人。丹波と同様、清海の寺小姓で、成人して御家人の養子に収まった。丹波が男色の対象として清海に寵愛され、行為の際にしばしば長崎帰りの薬師から手に入れた媚薬（実は阿片のことだった）が使われたことで、その薬から離れられない体になったこと、また、薬種問屋柳屋稲左衛門の向島小梅村にある寮に行けば、丹波が現れるだろうということを市兵衛に教えた。
庄二郎（しょうじろう）
陰間。丹波とは男色の間柄で、一緒に阿片も使用した仲。絵梨が死んだ後、しばらく丹波をかくまっていた。市兵衛に、絵梨が殺されることになった顛末を語った。
白川 佳済（しらかわ よしずみ）
道久の組頭。頼之の名付け親でもある。道久が目付に協力していたことを、市兵衛と頼之に語った。
>>>記事の先頭にジャンプ

## 第2巻 雷神

### 磐栄屋
天外（てんがい）
内藤新宿の追分にある呉服と太物の問屋、「磐栄屋」（いわさかや）の主人。57歳。
元は秩父生まれだったが、6歳で人買いに売られ、内藤新宿の旅籠に小僧として買い取られた。女郎や客たちのお使いをしては駄賃をもらい、それを貯めた金を女郎衆に融通するなどして資金を貯め、17際の時に独立して「磐栄屋」を創業する。以来40年間、旅籠の飯盛や武家の内儀を顧客に手堅い商売を続けてきた。その誠実な人柄に、土地の人々からの信頼も厚い。
跡取りの多四郎を何者かに殺された直後、自身も襲われて重傷を負った。その後養生していたが、「大黒屋」の手下たちが新宿追分地面召し上げの沙汰をふりかざし、だんご長屋を打ち壊そうとしたとき、身を挺して阻止したが、その際、背中に雷神の入れ墨を彫っているのが見えた。そして、その無理がたたって傷が開いて倒れ、柳井宗秀の治療を受ける。手術後に市兵衛に自らの生涯を物語り、その数日後に息絶えた。
30年前、新宿を縄張りにして各店から迷惑料をむしり取っていた弾造というヤクザと対立し、やがて弾造を暗殺する。背中の彫り物はその直前に入れた。なお、この事件は迷宮入りになったが、当時捜査を担当していたのが渋井鬼三次の父だった。
お絹（おきぬ）
天外の娘。19歳。15年前に母お篠を亡くし、天外に男手一つで育てられてきた。
怪我をした父に代わって秩父の絹大市に白絹の買い付けに出かけることになる。そのため、道中の用心棒として市兵衛を雇った。そして、見事に買い付けを成功させ、途中刺客に狙われながらも無事に帰ってきた。
天外の死後、岸屋からの業務提携の申し出を断った席で、再び刺客に襲われたが、またも市兵衛に助けられる。その後、逃げる重五に追いつき、渋井に斬られた重五を懐剣で突き殺そうとしたが、瀕死の重五を憐れんで、ついに敵討ちを実行することができなかった。
多四郎（たしろう）
天外の跡取り息子で、絹の兄。仕入れ旅の途中、手代の亮助と共に何者かに殺害された。その上、天外まで襲われて重傷を負ったことから、不安になった番頭や経験豊富な手代たちが岸屋の引き抜きに応じ、一斉に店を辞めていった。
丸平（がんぺい）
「磐栄屋」の小僧。秩父の山奥出身の10歳。「宰領屋」から市兵衛を店まで案内し、絹大市での買い付けの旅にも同行した。
手代
長吉（ちょうきち）は、店に残った手代の中では最年長。他に、正太郎（しょうたろう）と彦造（ひこぞう）がいる。当初は3人とも、店の将来を危ぶみ、お絹による買い付けの困難を予想したり、岸屋に引き抜かれた先輩手代をうらやんだりしていた。市兵衛の古着下取り案にも反対したが、それが成功を収めると、前向きに仕事に取り組むようになった。
事件解決後、岸屋に引き抜かれた手代のうち2人が「磐栄屋」に戻ってきた。
若衆
安吉（やすきち）。17歳。若衆とは手代見習いのことだが、人手不足のため手代同様の仕事を任されている。普段は無口で気弱に見えるが、市兵衛が提案した古着下取りに賛同し、まず10日間に限って試してみて、うまくいけばまた年の瀬に実行するという修正案を出した。その時の態度を見た市兵衛は、商人としての心根がしっかりしていると評価した。
事件解決後、丸平から安吉がお絹から婿養子候補に選ばれたらしいという噂を聞いた市兵衛は、最初は心底驚きながらも納得した。
他の小僧たち
金太（きんた）が9歳、新吉（しんきち）が12歳、久助（きゅうすけ）が13歳、作蔵（さくぞう）が14歳。
お勝（おかつ）
3人いる下女の1人。店に残った若い奉公人たちは頭が上がらない。
佐七（さしち）
台所衆の頭。赴任したばかりの市兵衛に、絹大市や秩父絹について、また「磐栄屋」の由来について教えてくれた。

### 岸屋一統
岸屋 新三（きしや しんぞう）
麹町にある大店の呉服問屋。30代半ばながら、江戸呉服問屋仲間を牛耳る「五店」の寄合に連なる。「磐栄屋」を新宿追分から追い出し、そこに別店を構えようとしている。
重五と共に渋井に捕縛されかけたが、寸前で犬山藩下屋敷に逃げ込んだ。重五が自白前に死んだことで、新宿追分地面召し上げに関する陰謀についてはすべて彼の責任にされ、岸屋は闕所を免れた。ただし、犬山藩江戸家老からは隠居を勧告され、長男に家督を譲った。
大黒屋 重五（おおぐろや じゅうご）
新宿の賭場を仕切る中町の貸元、すなわちヤクザの親分。岸屋の手先を務め、立ち退きに応じない「磐栄屋」に様々な嫌がらせを仕掛けている。また、刺客を雇って「磐栄屋」の主一家をたびたび襲撃させた。
岸屋の意を受けて渋井の暗殺に辰矢ら手下を送り込んだが、それが失敗したことで、かえって多四郎や天外殺害を実行させたのも重五であるという証拠を渋井に与えることとなる。捕縛に来た渋井に抵抗するが、渋井の手下である助弥に斬りかかろうとしたところを、渋井に斬られてしまう。そして、敵討ちのために追いついてきたお絹に命乞いをした後、絶命した。
辰矢（たつや）
「大黒屋」の若頭。「磐栄屋」に嫌がらせに訪れ、ちょうど店に来たばかりの市兵衛に叩きのめされた。
岸屋の意を受けた重五の命で、馴染みの女郎屋で眠っていた渋井を手下と共に襲撃したが、気配を察して目覚めた渋井の反撃に遭って突き殺された。
猪吉（いのきち）
大滝村の山中に住む山賤で、鎖鎌を得意とする刺客。前話で弥陀ノ介に斬られて川に落ち、流された青を救出して介抱した。以来、青を女房と呼んでいる。
重五からお絹の殺害を依頼され、秩父山中で襲撃する。しかし、市兵衛に阻まれてしまい、青の助力を得て逃走した。その後、青に焚きつけられて市兵衛を殺す機会を狙っていた。重五に再び依頼され、夏長らがお絹を襲撃した直後に市兵衛を襲ったが、返り討ちにされる。しかし、青は逃げおおせた。
島田 文明（しまだ ふみあき）
下雑司ヶ谷の御家人崩れ。重五の依頼で仲間2人と共に天外を殺害しようとし、結果的には失敗して重傷を負わせるに留まる。その捜査のために訪れた渋井にも襲いかかったが、同行していた市兵衛に仲間共々斬られてしまった。
夏長（かちょう）
表向きは四谷鮫ヶ橋の裏店に住まい、門付け芸を見せて銭を乞う願人坊主たちの頭だが、裏では暗殺を請け負っている。重五の依頼を受け、料理茶屋で岸屋と話し合った直後のお絹を7人で襲ったが、市之助と弥陀ノ介の活躍で全滅した。

### 犬山藩
鳴瀬 隼人正 成正（なるせ はやとのしょう なりまさ）
岸屋が御用達を務める大名。尾張藩家老職で犬山藩主、2万3千石。
新宿追分の人々には、地面召し上げは、鳴瀬家の後ろ盾で岸屋が企んだことだと噂されていた。片岡信正が内々に面会して尋ねると、元々菩提寺を江戸に勧請するための土地を探していたが、内藤新宿に空き地が見つかったため、そこを手に入れるために尾張藩に願って公儀に働きかけてもらったと語った。しかし、その土地が空き地ではなく、ましてや勧請のためではなく岸屋に下げ渡される予定だと信正から聞かされ、驚いた。
重五捕縛後、老中の評議の場に呼び出される。重い処分もあり得たが、尾張家の取りなしにより、譴責で済んだ。
広田 式部（ひろた しきぶ）
犬山藩側用人筆頭。岸屋と共謀し、隼人正をだまして新宿追分の地面召し上げを公儀に認めさせた。隼人正から事の真相を問いただされて内心慌てたが、とりあえずうまく言い訳して乗り切った。目付である信正が乗り出してきたことから、市兵衛を目付の手先と思い込み、岸屋に彼の暗殺を使嗾した。
重五が捕縛されて自供したことで、隼人正が真相を知るところとなり、職を解かれて犬山に戻された。江戸家老によれば、改易や切腹の沙汰もあり得るという。
江戸家老
下屋敷に逃げ込んできた岸屋に対して、その後の顛末を語った後、家督を長男に譲って隠居するよう勧告した。

### その他
伝左衛門（でんざえもん）
内藤新宿の商人で、宿役人の1人として、公儀による地面召し上げに応じるよう、お絹を説得に来た。また、だんご長屋取り壊しにも同行した。しかし、天外には宿役人に推薦してもらったり、弾造排除運動に協力してもらったりした恩があるため、頭が上がらない。
草次郎（そうじろう）
絹の生産者。19歳。障りがあって大絹市に来るのが一日遅れてしまった。そこで、若い女の仲買人だからと誰にも相手にされないお絹に声をかけた。16歳の妻が織ったという白絹は上質で寸法も正確だったため、お絹はその場ですべて買い上げると共に、さらなる織上げを依頼した。
木更津のおさい（きさらずのおさい）
水すましの沼二（みずすましのぬまじ）
詐欺師夫婦。2年前に渋井に捕らえられたが、大金持ちばかりを狙うやり口を気に入った渋井が、影の手先となることを条件に解放した。岸屋以外の江戸呉服問屋「四店」にきついお灸を据えたいと願う渋井の意を受け、御殿女中に扮する得意の狂言騙りで彼らから大金をせしめた。渋井からは、今回だまし取った金はすべて自分たちのものにし、3年は江戸を離れるよう命ぜられる。
>>>記事の先頭にジャンプ

## 第3巻 帰り船

### 広国屋
勘七郎（かんしちろう）
日本橋小網町で醤油と酢の卸と醸造、明樽の買い取りを行なっている老舗、広国屋の当主。32歳。気弱で優柔不断な性格で、経営の実権を頭取の伊右衛門に握られ、本当は憧れている美早を後添いに望むこともできない。そのため、妾のお園の元に入り浸って現実逃避の毎日を送っていた。
しかし、当初は疎ましく思っていた市兵衛と接し、当主としての責任感を取り戻す。そして、伊右衛門と対決し、川賊の襲撃からも家族を守り通した。事件解決後、美早を後添いに迎えた。
美早（みはや）
勘七郎の義姉。27歳。妹の春の看病と娘たちの世話のために広国屋に来て、春が亡くなった後も留まっている。強く賢く優しい人柄で、実質的に女将としての働きをしており、久や昌も懐いていることから、伊右衛門一派以外の奉公人からは勘七郎の後添えになることを期待されているが、勘七郎の優柔不断のせいで話が全く進まなかった。
父から算盤を学んでおり、明樽取引に関する帳簿に不審を抱いて父に相談し、市兵衛を雇うことになった。
川賊の襲撃時には、懐剣を抜いて果敢に戦った。
事件解決後、勘七郎と祝言を挙げた。
春（はる）
勘七郎の妻で、美早の妹。流行風邪をこじらせ、2年半前に2人の娘を残して亡くなった。
久（ひさ）、昌（まさ）
勘七郎と春の娘で、3歳の双子。美早に懐いている。
伊右衛門（いえもん）
30年以上広国屋に奉公している頭取。店の実権を握っており、勘七郎が奉公人に何かを命じても、伊右衛門の裁可がなければ実現しない。
御用達の古河藩の小此木主膳と通じ、広国屋の主人にしてもらう条件で、三枝吉や売り倍方の手代たちを使って木綿の直買いに手を貸している。
出入りの同心吉岡から事件が発覚しそうだとの連絡を受け、店の金を持ち出して古河藩に保護を求めに行ったが、北町奉行所から連絡を受けた藩士たちに捕らえられ、抵抗したためという理由で殺害された。
三枝吉（みえきち）
副番頭。直買いに加担していた。後に伊右衛門と共に殺害された。
文蔵（ぶんぞう）、彦助（ひこすけ）、藤十郎（とうじゅうろう）
大口の客を相手にする売倍方の手代で、明樽の仕入数を少なく帳簿に記載し、1個あたりの価格を高めに設定して仕入額自体は変わらないようにして、帳簿に載っていない樽をこっそり売り払う手口で得た金を着服していた。また、直買いにも加担しており、逃亡後に伊右衛門と共に殺害された。
平次（へいじ）
売倍方の手代。20代。賭博癖があり、市兵衛は一緒に博打をして壺振りの癖を教え、また平次が手を焼いていた五十八を説得する仕事を任されることで、一旦伊右衛門たちの信用を得た。それにより売倍方の手代たちが明樽の横流しを行なっていることが判明する。
彼も直買いにも加担しており、伊右衛門と共に殺害された。
圭介（けいすけ）
手代。中目黒村出身。その誠実さと明るさ故に、頑固一徹の五十八からも好かれていた。
売倍方に抜擢されて、店が直買いに加担していることを知った。また、店の経営について学んでいた美早に、明樽取引の不正をさりげなくほのめかすなど、店の不正に心を痛めていた様子がうかがえる。
1年前の4月、売倍方から部署替えを主人に願い出るつもりだと家族に手紙を出して間もなく、土浦から醤油を江戸に運ぶ船に乗っていたときに、酔ったあげくに誤って川に落ち、水死した。しかし、圭介の裏切りを心配した小此木一派の策略で殺されたのだと後に判明する。
お房（おふさ）
市兵衛に膳を運んでくる下女。毎日晩酌の相伴に預かりながら、広国屋の内情について市兵衛にいろいろと教えてくれた。女房のようにかいがいしく世話を焼く姿を見て、訪問した弥陀ノ介は「微笑ましい仲」と市兵衛を冷やかした。
信吉（しんきち）
小僧。店にやってきた市兵衛にすっかりなついた。その様子を見て、勘七郎は市兵衛の人となりを見直す。
お駒（おこま）
美早に仕える腰元。土浦への船旅に同行した。

### 古河藩
土井 大炊頭 利和（どい おおいのかみ としかず）
江戸幕府老中。木綿の直買いについては了解している。中川の殺害も事後承諾し、切腹として公儀に届けた。
目付である信正の非公式な訪問を受け、直買いの捜査が進んでいることを知らされると、口封じのために小此木を暗殺させた。
小此木 主膳（おこのぎ しゅぜん）
側用人筆頭。30歳を過ぎたばかり。利和に信頼されており、身分の低い納戸掛から異例の出世をした。財政難の藩政改革を訴え、国元では小此木派が勢力を伸ばしている。
遊女をしていた青の魅力にはまり、身請けして夜伽や警護に使っている。そして、青に中川昭常を斬らせ、信正の殺害も命じた。
直買いの捜査が進むと、利和の命を受けた藩士に殺された。
中川 昭常（なかがわ あきつね）
江戸藩邸留守居役。小此木らが藩史を学ぶ会と称して下屋敷で会合を持っており、そこに不審な荷物がしばしば運び入れられていることについて、疑念を抱いていた。小此木に呼ばれて下屋敷に呼び出された際、だまし討ちに遭う。神道無念流の達人のため善戦したものの、討手に加わっていた青に殺された。
その死は、公金横領の罪で切腹したとして処理された。
山本 八郎右衛門（やまもと はちろうえもん）
江戸家老。50歳過ぎ。要職にありながら、藩政の動向やお家の行く末には無関心だというのが中川の評価。その中川や小此木の死を藩主利和に報告した。また、小此木の死後、国元や江戸表の小此木派の一掃を利和に指示される。
伊右衛門らが古河城下で捕らえられた後、広国屋を訪問して、彼らが広国屋から盗んだ数百両を返却し、これからも古賀藩御用達を務めて欲しいとの藩主の言葉を伝えた。そして、捕縛時に伊右衛門らが激しく抵抗したため、やむなく全員討ち果たしたと語った。
五代 三郎太（ごだい さぶろうた）
勘定方組頭。直買いに関しての実務を担当し、伊右衛門らにも直接指示を出す。
広国屋一家を殺害する一団に後詰めとして加わり、川賊たちが襲撃に失敗すると、川岸で一行に襲いかかったが、市兵衛に斬られてしまった。
住田 正眼（すみた せいがん）
国家老。小此木と対立する守旧派の領袖。一時小此木派に圧迫されていたが、藩主利和の命によって小此木が粛正されたことで、権勢を取り戻した。
板垣 進二郎（いたがき しんじろう）
勘定方。もう一人の家臣と共に仁三郎の船に乗り込んで、圭介が誤って川に落ちて水死したように偽装して殺した。

### 町奉行所
吉岡 又五郎（よしおか またごろう）
南町奉行所の定町廻り同心。広国屋は担当区域にある。渋井には、縄張り意識が強く、妙に細かいところが苦手だと評されている。
伊右衛門一派に賄賂によって手懐けられており、北町奉行所の動きを伊右衛門らに伝えて逃走を助けたため、渋井と谷川に打擲された。
谷川 礼介（たにがわ れいすけ）
北町奉行所の隠密廻り同心で、変装して捜査に当たる。
30代半ば過ぎだが有能で、詮議役の本役筆頭である柚木常朝（ゆずき つねあさ）が強く推薦して、土井家にからむ直買い捜査の担当に選ばれた。そして、土井家下屋敷に下男として潜り込んだ。
なお、谷川と組んで探索することになった渋井は、奉行榊原主計頭忠之（さかきばら かずえのかみ ただゆき）直々の任命だったが、これは万一土井家との間に問題が生じた場合には、渋井の独断専行として事を収めるためだったようである。谷川本人は渋井となぜか気が合い、吉岡への折檻も共に行なった。

### その他
利十郎（りじゅうろう）
大伝馬町木綿問屋仲間白子組の見張り人として、直買いの法度違反を見張る役目を担っている。古河藩土井家と広国屋が絡む直買いを探索し、取り締まりを北町奉行所に訴えた。
磯部 道順（いそべ どうじゅん）
美早と春の父。土浦で志栄館という私塾を開いている。美早から広国屋の内情を知らされ、昌平坂学問所で学友だった信正に相談した。そこで市兵衛が広国屋に送られることになった。
お園（おその）
京橋常盤町に住む町芸者で、勘七郎の妾。
五十八（いそはち）
伊勢町堀に一人住まいする、60歳過ぎの明樽買いの行商で、広国屋に樽を納めている。頑固一徹の性格であり、平次から受け証文に買い付け数を少なく書き込むよう依頼されても、毎度追い返していた。平次と一緒に説得に訪れた市兵衛にも八升樽を打ち落として、市兵衛は逃げずにそれを頭で受け止めた。その後、市兵衛が広国屋の間違った商習慣を改める役目を負っていることを聞かされ、一時的に証文の書き換えを了承してくれた。
仁三郎（にさぶろう）
高瀬舟の船頭。50歳前後。広国屋が土浦で醸造した醤油を江戸に運搬する仕事を請け負っている。圭介が水死したのは、仁三郎の船に乗っていたときだったということで、市兵衛と渋井がそれぞれ事情を聞きにいった。
勘七郎親子と美早が土浦に向かう際、仁三郎の船を使った。彼らを狙って川賊に襲撃されたときは、仁三郎と3人の水手も市兵衛や弥陀ノ介と共に戦った。しかし、船は焼かれてしまう。
ふな屋（ふなや）
表向きは門前仲町の旅籠だが、実は盗っ人に元手を融通する裏金融を営む泥棒宿。主人は45、6歳で、五代を泥がめの山河に引き合わせた。
泥がめの山河（どろがめのさんが）
川賊の頭。五代から土浦に向かう広田家一家の殺害を依頼された。しかし、市兵衛らの反撃に遭い、全滅した。
>>>記事の先頭にジャンプ

## 第4巻 月夜行

### 安寿派
安寿姫（あんじゅひめ）
但馬出石藩藩主仙石直通（せんごく なおみち）と側室萱の方（かやのかた）の娘。17歳。
父の意向で丹波九鬼家当主の弟九鬼孝利（くき たかとし）との婚儀か決まっているが、それを喜ばないお徳の方一派に命を狙われたため、荏原郡等々力村の満願寺にかくまわれ、身分を隠すために男装し、牛込柳町で私塾を開いている赤松徳三郎の息子栄心として生活している。活発な性質のため寺にじっとしていられず、こっそり抜け出して村の子どもらと親しむような真似をするため、警護役が必要になり、市兵衛が雇われることとなった。
村の百姓たちが苦しい生活を強いられているのに我慢がならず、美代の身請け証文を取り戻すために、自らの身請け証文を持って団蔵の博打場に乗り込んだり、百姓たちの借金の証文を盗みに太左衛門の屋敷に侵入したりと、後先考えない行動を取る。しかし、市兵衛に本気で叱られ、神妙になっていった。
市兵衛や慶一郎らの活躍によって無事に下屋敷に戻り、その後お徳の方と大泉が処罰されると、市兵衛を仙石家の家臣に取り立てることを強く願った。藩主直道もそれを内諾したが、市兵衛は断ってしまう。
浅野 久右衛門（あさの きゅうえもん）
年寄役。50歳過ぎ。宰領屋を通じて、安寿姫の警護役を市兵衛に願った。
上屋敷訪問の帰り、別所に襲撃されて危うく殺されかけたが、たまたま出石藩の動向を探索中だった弥陀ノ介に救われた。
安寿姫が市兵衛を家臣に迎えたいという意向であることを知り、自身も市兵衛に惚れ込んでいることから、信正に根回しの上、側用人300石での取り立てを藩主に強く斡旋した。
浅野 慶一郎（あさの けいいちろう）
江戸勤番小姓組頭で、久右衛門の子。20歳を過ぎたばかり。
京流の剣術を修行し、国元では小天狗と呼ばれるほどの腕前。13人の賊が安寿姫の駕籠を襲撃してきたときには、傷を負いながらも3人を斬り捨て、これを防いだ。しかし、市兵衛の人品骨柄を確かめるために木刀勝負を挑んだときには、全く歯が立たなかった。
安寿姫の所在が敵に知られると、満願寺に急行し、市兵衛と共に安寿姫を警護した。途中で山根の不意打ちに遭って深手を負ったため、後を市兵衛一人に任せて自身はその場に留まった。その後傷は回復した。
左平（さへい）
浅野家の中間。久右衛門が別所に襲われたとき、果敢に主を守ろうとした。安寿姫を満願寺から逃がす旅にも同行し、途中で深手を負った慶一郎に付き添った。
事件解決後に出石藩からの謝礼を、美代と権爺に手渡した。

### お徳派
お徳の方（おとくのかた）
出石藩藩主の正室。41歳。かつて嫡男久松を産んだが、5年前に疱瘡で亡くした。その後、実家の兄である但馬豊岡藩藩主京極高賢（きょうごく こうけん）の次男を養子に迎えることを画策するようになる。そして、邪魔者である安寿姫を暗殺するという短絡的な暴挙に打って出る。
事件が藩主の知るところとなると、病気療養を理由に上屋敷から下屋敷に移され、剃髪のうえ蟄居の身となった。
大泉 義正（おおいずみ よしまさ）
江戸家老。大泉家は代々家老を出す家柄格ではあるが、20代半ばで江戸家老に就任したことには、家中ばかりか諸侯の間でも驚かれた。それは、彼がお徳の方と不倫関係にあり、その後ろ盾による。
お徳の方の短絡的な手法に振り回され、強硬手段を繰り返した結果、馬脚を現してしまう。切腹は免れたものの、藩主の命により国元に戻されて、家禄800石から100石に削られ、家老職の家柄を失ってしまった。
山根 有朋（やまね ありとも）
出石藩江戸勤番番方の藩士で、大泉の懐刀。安寿姫や久右衛門を暗殺するため、別所や蝉丸一味と接触した。
安寿姫が満願寺にかくまわれていることが分ると、自らも手勢を率いて赴いた。そして、慶一郎に手傷を負わせた後、下屋敷の手前で安寿姫を殺そうとしたが、たまたま下屋敷付近を警戒していた弥陀ノ介に刺殺された。

### 満願寺
智栄法師（ちえいほうし）
満願寺の住職で、久右衛門の師であった縁で安寿姫をかくまったが、姫がたびたび寺を抜け出すため、久右衛門に警護役をよこすよう願った。
佐々らが栄心こと安寿姫を捕縛すべく押し寄せてきたときには、とくとくと道理を語って退去させた。その後、安寿姫が寺にかくまわれていることがお徳の方一統にばれると、覚念の案内で裏口から姫と市兵衛ら警護の者を脱出させた。
覚念
9歳の小坊主。栄心こと万寿姫の世話を命ぜられているが、栄心がたびたび寺を抜け出すため困り果てている。
栄心が太左衛門の所から百姓たちの借用証文を盗みに行った折、栄心の乳房を目撃して女性と知り、あたふたした。
安寿姫が寺にかくまわれていることがお徳の方一統にばれると、智栄の命を受けて姫たちを熊野大社に案内した。

### 等々力村
団蔵（だんぞう）
かつては関八州を渡り歩く渡世人だったが、等々力村に流れ着いて番太の職を得た。太左衛門と組んで、彼に借金のある百姓衆から米の取り立てをしたり、娘らを女衒に売り飛ばしたりするなどの悪行を積み重ねている。
美代を売り飛ばすのを邪魔した栄心や市兵衛を懲らしめるため、かねてより面識があった蝉丸の助力を仰ごうとして訪問したところ、図らずも出石藩のお家騒動に巻き込まれてしまう。その結果、多くの手勢を失い、等々力村のでの面目も丸つぶれになってしまった。
おかめ
団蔵の女房で、かめ屋という旅籠の女将。団蔵によれば、昔は吉原で格子を張った女郎だった。団蔵の賭場にも出入りしている。
太左衛門（たざえもん）
等々力村唯一の酒屋であり、村名主の一人。困窮した百姓衆から田畑を取り上げる代わりに金を貸し付け、小作としてこき使っている。
佐々 十五郎（ささ　じゅうごろう）
等々力村を支配する郡代配下の手代で、太左衛門に取り込まれている。元は百姓であったが、手代となって名字帯刀を許された。
栄心が太左衛門宅から百姓衆の借用証文を盗み出したときには、太左衛門の意を受けて満願寺に捕縛に向かったが、寺が寺社奉行支配であることを持ち出されて追い返された。そこで、栄心に証文を盗むよう依頼したという罪状で百姓衆を捕縛した。
お美代（おみよ）
百姓の娘。父親が病に倒れて太左衛門に借金したため、田畑を奪われて極貧生活を余儀なくされていた。栄心（安寿姫）は寺を抜け出した際にたまたま美代の家を訪れ、以来たびたび食料や薬を届けていた。また、借金のかたに、女衒に売り飛ばされそうになったが、栄心が身を張って守ってくれたため、身売りせずに済んだ。
それらの恩に報いるため、栄心が寺を脱出した際、懇意の権爺の元に案内した。後に、その褒美として家族が驚くほどの金子を受け取った。

### 蝉丸一味
地廻りの軍次（じまわりのぐんじ）
安寿姫の駕籠を襲った御師の一人で、警護に就いていた慶一郎に斬られた。
助弥が顔を見知っており、助弥が子どもの頃、芝から三田あたりで仲間とたかりや強請りをやっていたが、5，6年前に江戸を離れたという噂があったという。渋井は軍次の足取りを洗うことで、蝉丸一味にたどり着くことになる。
蝉丸（せみまる）
殺しも請け負う御師たちの頭目。山根から安寿姫殺害を依頼された。満願寺に安寿姫が潜伏していると知ると、一味を率いて襲撃するが、市兵衛と慶一郎の活躍で二十数名の手勢が7名にまで減らされてしまった。あげく、渋谷率いる捕り方によって全員が捕縛される。
清雅（せいが）
蝉丸の配下。山根に蝉丸の隠れ家を紹介した。その後、蝉丸と共に渋谷に捕縛される。

### その他
別所 龍玄（べっしょ りゅうげん）
神田お玉ヶ池稲荷東隣の小泉町に住む浪人。妻と12歳になる息子がいる。切腹の際の介錯、そして差料の切れ味を試す試し物を生業としている。そのほかに、密かに大泉から扶持を与えられており、彼のために警護や暗殺の務めを果たしてきた。
山根の依頼により、久右衛門を斬ろうとしたが、左平と弥陀ノ介の介入により失敗。その後、市兵衛が安寿姫を警護して下屋敷に入ろうとした直前に現れ、市兵衛と死闘を演じた。しかし、最終的に市兵衛に斃される。
権爺（ごんじい）
渋谷川の川漁師。美代の依頼を受け、市兵衛と安寿姫を出石藩下屋敷近くの河岸場まで運んでくれた。途中、団蔵の一味に見つかるが、うまく言い逃れをしてくれた。そのため、後日出石藩から褒美を賜った。
>>>記事の先頭にジャンプ

## 第5巻 天空の鷹

### 中江家
中江 作之助（なかえ さくのすけ）
北相馬藩中村家6万石に仕える勘定人。33歳。足軽小頭の家に生まれ育ったが、剣術はさっぱり上達しなかった代わりに、幼い頃から算術を得意とした。そのため勘定人の助手に抜擢され、そこで能力を認められて勘定人に取り立てられた。
藩が手形を乱発し、実質的な借金が到底返済不可能な額に膨れ上がっていることを知り、江戸家老の筧に相談すると、筧から調査と事後の昇進を約束され、身の安全のために一時町屋住まいをするよう命ぜられる。その際、筧の態度に不審を抱き、不正会計の証拠となる帳簿を一冊持ち出した。帳簿が消えたことが筧らにばれると、上屋敷に呼び出されて殺され、公金横領の罪で成敗されたことにされてしまった。しかし、帳簿が表に出ることを恐れた首脳陣により、中江家には一旦病死と伝えられた。
中江 半十郎（なかえ はんじゅうろう）
作之助の父。作之助に家督を譲る前から、足軽奉公の傍ら道場主として近隣の子どもたちに剣術を教えてきた。本人は謙遜していたが、国元ではかつて「相馬の鷹」と呼ばれる剣豪だった。
ある日、江戸表から作之助が病死したという知らせを受け取る。しかし、作之助本人からの手紙を受け取って、作之助の死に不審を抱き、節を連れて江戸に向かった。そして、甲吉から中村家の付込帳を受け取ると、「宰領屋」を通じて市兵衛を雇い、その中身を精査させた。その結果、藩があり得ない額の手形を乱発していることを知る。そして、その後の調査により、藩の不正会計を知った作之助が藩の上層部によって謀殺されたことに気づいた。
筧と腹を割って話し合うために市兵衛と共に上屋敷に赴いたが、多くの討手に取り囲まれてしまう。しかし、討手を次々と斬り伏せて脱出した。その際深手を負うが、宗秀の手術によって一命を取り留めた。そして宗秀に、回復して国元に帰ったら、仏門に入って作之助や今回斬ってしまった人たちの菩提を弔うと語った。
節（せつ）
作之助の娘。7歳。母が節を生んで間もなく産後の肥立ちが悪くて亡くなり、その1年後に半十郎の妻も亡くなり、家には下女を雇う余裕がなかったため、半十郎に育てられてきた。
江戸に出てきてからは、半十郎が仕事などで留守にするときには、長屋の近くの「喜楽亭」で面倒を見てもらい、配膳などの手伝いをした。日頃無愛想な喜楽亭のおやじも、節と半十郎には親身に接する。
和恵（かずえ）
半十郎の娘で、作之助の姉。納戸方富田栄之進に嫁いだ。事件落着後に北相馬から下女と共に出府すると、節を連れて国元を離れたことについて半十郎をくどくどと責め、節を引き取ることを宣言した。その後は半十郎が回復するまで看病し、一緒に北相馬に戻っていった。それを見送った市兵衛は、いつも素直で大人びた様子だった節が、和恵に母親のように甘える姿を目撃した。

### 北相馬藩
中村 因幡守 季承（なかむら いなばのかみ としつぐ）
藩主。43歳。手形の乱発や作之助の殺害は、季承と正室桝の方の許可の下に行なわれた。また、藩邸内で半十郎と市兵衛を討ち取ることを筧に命じた。半十郎らをなかなか討ち取れず、逆に死者・負傷者が続出しているという報告を聞くと、卒中で倒れてしまう。命は取り留めたが寝たきりとなり、その後は家督を憲承に譲って麻布の中屋敷に移った。
桝の方（ますのかた）
ご主殿。43歳。本人に浪費癖があり、また将軍家公女としての体裁を整えるために藩邸を豪華に改装する必要もあり、藩の財政が逼迫して手形の乱発につながった。横暴な性格で、家臣や侍女たちに恐れられている。今回の事件は幕府の知るところとなったが、桝の方の出自が考慮され、中村家が厳しく咎められることはなかった。桝の方本人は徳承院となって、寝たきりとなった季承と共に中屋敷に移った。
中村 憲承（なかむら のりつぐ）
世嗣。18歳。父と違って暗愚ではなく、事件後に家督を継ぐと、急遽出府した国家老の補佐を受けながら人臣を一新させ、事件の詳細を調べさせた。そして、責任者に相応の処分を行なうと共に、事件で死傷した者の家に見舞金を贈ることを決めた。その中にはもちろん中江家も含まれている。
鶴姫（つるひめ）
憲承に輿入れした磐城藩安藤家3万石の藩主の養女。出自は漆原忠悦の娘咲（さき）であり、漆原が拠出した多額の持参金により、北相馬藩の財政が一息つくこととなった。憲承が跡目を継ぐと、ご簾中舞の方となり上屋敷に移った。
筧 帯刀（かけい たてわき）
江戸家老。51，2歳。藩財政の逼迫から、手形の乱発を主導した。作之助から手形乱発の不正が行なわれていることを聞かされると、調査を約束して一時町屋住まいをさせ、実際にはその間に対策を練って鶴姫輿入れにこぎ着けた。しかし、作之助が帳簿を持ち出したことが分ると上屋敷に呼び出してだまし討ちにした。
半十郎と市兵衛が上屋敷に乗り込んでくると、これを討ち取ろうとしたが、二人の反撃によって多くの家臣を失った上、自分も市兵衛が投げつけた長鑓で負傷してしまう。そして、その傷が元で5日後に息を引き取った。その後、新藩主憲承により筧家は改易となる。
小池 辰五（こいけ たつご）
江戸留守居役。筧の取り巻きの一人で、帳簿の中身を知った半十郎と市兵衛の息の根を止めるため、祇円と修策に暗殺を依頼する。
事件後は、改易は免れたものの、他の筧の取り巻き重役と共に切腹を申しつけられた。
上林 源一郎（かんばやし げんいちろう）
作之助の幼馴染みで、かつて半十郎の道場で剣術を学んだ。足軽の家に生まれ育ったが、剣の腕を見込まれて番方見廻り役組頭に出世した。38歳。
筧の命により作之助の討手に加わった。また、半十郎と市兵衛を討ち取る手勢にも加わって半十郎を斬ったが、かつて半十郎が危惧していたとおり踏み込みが甘くて殺害に至らず、半十郎の逆襲により絶命する。
平次（へいじ）
中間。小池と本所の徳五郎店に潜伏した作之助との連絡係となった。作之助が殺された後、祇円と修策に帳簿のありかを尋ねられ、知らないと答えて殺された。

### 北相馬藩の協力者
久保 大膳（くぼ だいぜん）
幕府御先手組頭。55歳。代々北相馬藩と所縁があり、仮養子願い届けも引き受けている。鶴姫の輿入れにも関与しており、それについて内々に信正に質問を受けた。
漆原 忠悦（うるしばら ちゅうえつ）
小石川の検校法印で、大名相手の金貸し業を営む。磐城藩安藤家にも数万両を貸し付けている。娘の咲を一旦安藤家の養女とし、憲承に輿入れさせる代わりに、多額の持参金によって北相馬藩の借金を補填した。
七三郎（しちさぶろう）
伊勢町で北相馬藩の米や物産を扱う蔵屋敷蔵元、「南部屋」（なんぶや）の主人。作之助が藩の金を使い込んだことが明らかになったが、筧がこれまでの作之助の功労と家名を惜しんで、良い処分の方法を思案する間、一時的に町屋住まいさせたこと、そして作之助が再び上屋敷に呼び出されて改易を申し渡された後に倒れ、2日後に息を引き取ったことを半十郎と市兵衛に語った。また、北相馬藩が手形を振り出す際には、自分も協議に参加しているから、危ない手形を振り出すはずがないと語った。
憲承が藩主に就任すると、手形乱発に関与し多くの使途不明金を出したことを咎められ、北相馬藩の蔵元の任を解かれた。
猪之吉（いのきち）
南部屋の副番頭。調査に訪れた半十郎と市兵衛を邪険に扱った。
祇円（ぎえん）
弟の修策（しゅうさく）と共に、雲水姿で関八州を暴れ回る殺し屋。小池から依頼されて作之助が奪った帳簿を取り戻す任に就く。そして、作之助が謀殺されると、作之助が借りていたの部屋を家捜しし、作之助と接触していた平治を殺した。
再び小池からの依頼を受けて市兵衛を襲撃するが、反撃されて修策は殺され、祇円も深手を負ってしまう。祇円はその場から逃走したが、隠れ家に渋井の手入れを受けた。そして、いったんは逃げ出したが傷が開いて渋井に同行していた市兵衛の前で死亡した。市兵衛に対しては、剣と算盤という違いはあれど自分たち兄弟と同様に己の技量を売って暮らしを立てていることで、暗殺依頼の当初から親近感を覚えており、死の直前に市兵衛に依頼主の名と依頼の理由を告げた。

### 半十郎に協力的な人々
甲吉（こうきち）
作之助が徳五郎店に潜伏した際、隣に住んでいた瓦職人で、作之助と交流を持つようになった。作之助が上屋敷に呼び出される前に帳簿と父宛の手紙を預かり、万が一自分が戻らぬ時は手紙を送付し、父が訪ねてきたら帳簿を渡すよう依頼された。
賊が作之助の部屋を家捜ししているのを発見して誰何した際、一味の侍に斬られて軽傷を負った。
杉の一（すぎのいち）
雑司ヶ谷の座頭で、金貸しをしている。北相馬藩が振り出した200両の調達手形を杉の一が引き受けねばならない次第となったのが縁で、まだ上屋敷で務めていた作之助と交流が始まった。そして、作之助から中村家に関する噂を聞いたら知らせて欲しいと頼まれ、漆原が北相馬藩の財政立て直しに乗り出したという話を伝えるために徳五郎店を訪れた。その際、作之助は、藩は生まれ変わるための生みの苦しみをしており、そのために自分は町屋住まいをしていると語ったという。
大蔵 彦太郎（おおくら ひこたろう）
山下御門外の山城町で開業している、中村家出入りの蘭方医。宗秀の紹介で半十郎と市兵衛が面会した際、作之助が病死ではなく公金横領による切腹で死んだということと、その切腹の場を見た者がおらず、筧による策略だという噂があることを語った。

### その他
忠治郎（ちゅうじろう）
永代寺の門前町にある両替商「正直屋」の主人。半十郎が家宝の慶長大判の両替を依頼した際、田舎侍と見た番頭が相場よりかなり安く買い叩いたことに気づいた市兵衛は、半十郎と共に店に乗り込んで両替のやり直しを求めた。番頭が剛右衛門を呼んだために一旦大騒ぎになったが、事情を知った忠治郎は、口止めもかねて25両という破格の両替を行なった。おかげで人足仕事などをして生活費を賄っていた半兵衛は、節に桐の利休櫛を買ってやり、一息つくことができるようになった。
剛右衛門（ごうえもん）
門前仲町の岡場所を差配する店頭で、正直屋にも出入りしており、乗り込んできた市兵衛らを手下と共に懲らしめようとしたが、逆にコテンパンにやられてしまう。
卯吉（うきち）
西久保車坂町の湯灌場買い。50代半ば。捜査に訪れた渋井に、桜田門の方の屋敷の侍が盗みを働き、家老に成敗されたという話を伝えた。
参平（さんぺい）
作之助が斬られた後に運び込まれた、天徳寺の湯灌場小屋の番人。その際の藩士たちの会話を渋井に伝えた。
蓮蔵（れんぞう）
渋井が使っている手先の一人。作之助の部屋が空き巣に入られた事件を追っていて、祇円と修策の隠れ家を突き止めた。
>>>記事の先頭にジャンプ

## 第6,7巻 風立ちぬ（上・下）

### 大清楼
清蔵（せいぞう）
音羽町9丁目の岡場所にある3代続く料理茶屋「大清楼」の当主。40代半ば。息子藤蔵の家庭教師として市兵衛を雇った。
岡場所への警動（女郎狩り）で抱えの女郎たちが捕らえられて吉原遊郭に売り飛ばされたばかりか、自身も捕縛されてしまう。しかし、市兵衛に依頼された渋井の尽力によって無罪放免となる。
稲（いね）
清蔵の妻。かつて芝にある武家屋敷で奥女中として奉公していたが、若さまの手が付き歌を生んだ。それからその屋敷を離れ、「大清楼」で下女として働いていたところ、清蔵に請われて結婚した。
歌（うた）
稲の連れ子だが、清蔵は血のつながった娘のようにかわいがっている。護国寺門前一の美人と評判の23歳。踊りや長唄や三味線が得意で、自身の強い願いにより、芸者「梅里」（うめさと）として「大清楼」の座敷で芸を披露するようになった。
美濃屋の接待で来店した旗本の桜井に懸想され、妾になることをたびたび強要されるが、それを断り続けた。それを惣十郎に利用され、「大清楼」が警動の標的になってしまう。その際に行方知れずとなり、桜井あるいは「菊の助座」によって拉致されたと思われていたが、実は橋太郎に「保護」され、ずっと蔵の屋根裏部屋に軟禁されていた。しかし、橋太郎のことは恨んでおらず、一家や町内の人々と共に橋太郎に対する寛容な処分を公儀に願い出た。
事件後、前々から縁談のあった麹町の味噌醤油問屋主人の後添えになる話がまとまった。
藤蔵（とうぞう）
清蔵と稲の息子。9歳。眼鏡をかけている。幼くして算盤の能力に長け、算学を教える私塾「光成館」への入門を目指して、市兵衛に指南を受けた。そして、町人でただ1人合格したばかりか、試問でトップの成績を収めた。
警動の日以降姿が見えなくなった歌の行方を、市兵衛と共に探し回る。
年が離れているが橋太郎とは友人として心を通わせている。そして、歌を保護するために軟禁していた橋太郎を説得して、歌を解放してもらった。
代吉（だいきち）
下男。「大清楼」が警動に遭ったとき、市兵衛の長屋にそれを知らせにやってきた。

### 菊の助座とその協力者
植木屋 菊の助（うえきや きくのすけ）
渋井や信正が玄人と評した盗賊団「菊の助座」の頭で、本名は喜久治（きくじ）。45歳過ぎ。
7,8歳の頃に天明の大飢饉が起こり、上州沼田の発地村（ほっちむら）の神社の前に置き去りにされた。憐れんだ宮司に下男として引き取られたが、やがて宮司の娘で巫女であるあるお峰（後のお万）と懇ろになり、それが発覚して神社を追い出された。その後、桐生の盛り場で博徒となり、13年前にお万と共に村に帰ってきた。そして、宮司が死んで荒れていた神社をねぐらとし、一味と共に放火や殺人も厭わない荒っぽいやり口で、関八州で盗みを働いていた。
7年越しの計画で江戸の「佐賀屋」から数万両を強奪した。その際、陽動としてあちこちに放火し、「佐賀屋」でも主人以下多くの奉公人を死に至らしめた。
渋井の粘り強い探索で沼田の本拠地が判明し、捕り方の襲撃を受けた際、同行した市兵衛に斬られる。そして、お万に願ってとどめを刺された。現場に居合わせた市兵衛と弥陀ノ介はそれを止めなかった。
お万（おまん）
菊の助の女房で、本名はお峰。40歳過ぎ。
発地村にいた頃に菊の助と恋仲になって妊娠したが、子どもは流産、菊の助とも離ればなれになってしまう。その後、菊の助が桐生にいるという噂を聞いて、彼の元に走った。
身長6尺を越える大女。手下からは陰の頭と呼ばれ、勘平には菊の助以上に恐れられている。実際、菊の助以上に残忍で、盗みの現場で平気で人を殺める。
いつも占いを行なっており、故郷の発地村に戻った後はよく当たる占いだと評判になった。一味が仕事にかかる前には、ふさわしい決行日を占う。「佐賀屋」の際、最善の決行日は8月最終日だが、女が障りとなると占った。その通り、「佐賀屋」襲撃の日に歌が行方知れずになったことによって、市兵衛と目付衆が動くこととなり、最終的に「菊の助座」は瓦解することになる。
菊の助が市兵衛に斬られると、彼の願いを受けてとどめを刺し、童女のように泣きじゃくった。その後生き残った一味と共に沼田城下に拘留され、間もなく江戸に身柄を送られて、普通なら獄門か火あぶりになると渋井は語った。
惣十郎（そうじゅうろう）
江戸で盗みを行なうために下準備を進めていた菊の助の手下。30歳過ぎ。
5年前、奥州水沢の呉服太物問屋に勤めていたと偽って、音羽町5丁目にある古着屋「美濃屋」の手代として雇われた。そして、主人の信用を得て自由に接待費を使うことを許可されるようになると、佐川山城を金で釣って貸家を一味の宿として提供させたり、桜井長太夫とつながって利用したりした。
発地村の本拠地が手入れを受けた際、渋井とその手下に捕縛された。その際、本名が惣太（そうた）だと述べている。
勘平（かんぺい）
喜楽亭のおやじが35歳の時に妻に迎えたお滝（おたき）の連れ子で、当時3歳でおやじに引き取られたが、まもなくお滝が男を作って駆け落ちしたため、おやじに男手一つで育てられた。しかし、厳しくしつけようとするおやじに反発したか、15歳になって家出してしまう。
その後、一人働きの盗賊となり、菊の助の家に盗みに入って捕まるが、菊の助に江戸の地理に詳しいところを見込まれて一味に加わった。
家出して10年たって一味と共に江戸入りした際、懐かしさのあまり喜楽亭を訪問したが、またおやじとケンカになってしまい、たまたま入店した渋井に折檻されて飛び出してしまう。しかし、その際に手土産に持参した菓子を包んでいた手ぬぐいから、後に渋井は一味の本拠地が発地村だということを探り出すことになる。
「佐賀屋」襲撃前は、放火場所や逃走経路などを下見する役割に就いた。そして、決行日にはあちこちに放火する役目に就いたが、真達に現場を目撃され、長杖で頭蓋骨を割られた。倒れているところを渋井に発見され、その腕の中で何も語らぬまま息を引き取った。
桜井 長太夫（さくらい ちょうだゆう）
旗本2000石の当主で、御持筒組の組頭。屋敷は音羽町近くの鉄砲坂にある。40代半ば。横暴なため、音羽界隈での評判はすこぶる悪い。北町奉行榊原忠之とは懇意の仲。
梅里こと歌に執着して妾になることを求めているが、ずっと袖にされ続けている。ある時、「大清楼」で酔って梅里を追い回していたところ、藤蔵の指導のため滞在していた市兵衛にたしなめられ、怒って突き飛ばそうとするが、いなされて裏庭に転げ落ちてしまう。その後、市兵衛に配下を刺客として送ったが、それも簡単に撃退されてしまった。その件が市兵衛を通して信正の耳に入り、目付が桜井の行状を調べ始めるきっかけになった。
惣十郎が提案した、桜井から北町奉行の榊原に手を回して音羽の岡場所を手入れさせ、そのすきに梅里を拉致するという策を受け入れた。また、惣十郎が独立するため、桜井の家名を利用させて欲しいと願った依頼も受け入れてしまう（本当は、盗んだ金を発地村の本拠地に向かって運ぶ際、辻番らに見とがめられるのを避けるために桜井家御用の荷物であると偽るためだった）。そして、町方が音羽町に人員を取られている隙に、「菊の助座」があちこちで放火し、「佐賀屋」から金を強奪する事件に桜井が関与していることが、目付の調べにより明白となったため謹慎を申しつけられる。切腹は免れないだろうと弥陀ノ介は市兵衛に語った。
佐川 山城（さがわ やましろ）
関口臺町の裏通りにある一軒家を借りている陰陽師。これまでそこの納屋を旅の修験者、占い師、僧侶などに祈祷所兼宿泊所として又貸ししてきた。そして、惣十郎の甘言に惑わされ、そこを200両の報酬で菊の助座一統15名の宿泊所として貸してしまう。
事件発覚後に夫婦共々捕縛された。
重吉（じゅうきち）
牛込揚場町の貸船屋「菱川」で15年以上務めている40代の船頭。惣十郎に多額の報酬を餌に口説かれ、「佐賀屋」の主人と奪った金を運ぶ船を操った。また、惣十郎ともう一人の仲間が「佐賀屋」主人を絞殺して川に遺体が捨てた時、別の方を向いているように言われたためその時は何か分からなかったが、後に遺体が発見されたという話を聞いてそれと悟った。
後に事件に関わったことが発覚して捕縛され、知っていることを洗いざらい白状した。

### 僧侶
覚良坊 真達（かくりょうぼう しんだつ）
市兵衛が13歳から5年間修行した興福寺の僧。公家の出身で、12歳で寺に入った。
市兵衛とは2歳年上で、当初は彼を弟のようにかわいがり、学問においても武芸においても市兵衛を指導した。ところが、17歳になった市兵衛が信仰修行としての武芸の枠からはみ出し、いつの間にか自分の後ろを歩かなくなっていたことが赦せなくなった。そして、市兵衛を風の剣などという戯れから解放するために寺内の武術競技で戦いを挑み、それまで一度も負けたことのなかった市兵衛に負けてしまう（市兵衛は矢藤太に引き分けだったと語った）。さらに18歳になった市兵衛が寺を去った時に追いかけて真剣勝負を挑んだが、そこでも敗れて額に今も残る傷を負った。
その後、仏が何を自分に望んでいるのか聞くために修行を積み重ね、その過程で宝蔵院流槍術を極めた。市兵衛と別れて20年後、「江戸に行ってお前の修行を果たしてこい」という仏の声を聞き、市兵衛を倒すことこそ仏の意思だと確信した。そして、饅頭笠をかぶり、長さ2間太さ1寸余の樫の生木を杖代わりにした風体で江戸に現れた。その杖の先には刃が仕込んであり、実際には槍である。
たまたま勘平が放火した現場を目撃し、勘平が襲いかかってきたため、長杖で額を打って殺した。
「菊の助座」の事件と歌の失踪事件が解決した後、市兵衛と果たし合いをするが、槍を両断されて敗れてしまう。その際、市兵衛が語った「寺に、帰れ」という言葉を仏の言葉として聞く。体を斬られたわけではないので生存しているが、その後の消息は不明。
昭光（しょうこう）
護国寺で真言の教えを学ぶ若い修行僧。江戸に出てきた真達が護国寺に逗留した際、世話係を命ぜられた。真達を敬愛すると同時に、彼の中に僧侶にあるまじき怨念と妄執を感じ取り困惑した。そして、誰かを探し出して殺そうとしているのではないかとの疑念を抱き、それを真達に問い質した際、市兵衛との因縁とその命を狙う理由を聞かされる。
真達が市兵衛と果たし合いをした際は、弥陀ノ介と共に見届け人となった。

### 箱崎
橋太郎（はしたろう）
「大清楼」のそばにある菓子屋「箱崎」主人夫妻の一人息子。17歳だが知的な遅れが見られる。自宅の蔵の屋根裏部屋で寝起きして、家業を手伝うことなく、いつも昆虫を採取しては標本を作って愛でている。友人もいないが、唯一藤蔵とは心を通わせている。
「大清楼」が岡場所狩りの手入れを受けた際、隠れていた歌を発見、悪い者たちから守らなければならないとの使命感から、彼女を拉致、裏部屋に監禁した。そして、美しい蝶を愛でるように彼女の世話をした。「菊の助座」の事件解決後、歌の行方を悟った市兵衛に伴われた藤蔵に説得され、歌を解放した。
清蔵一家や界隈の住民たちが寛大な処置を願う嘆願書を提出したため、婦女子の拉致監禁という重罪を犯したにもかかわらず、橋太郎は牢屋敷への留置ではなく町内預かりとなり、処分も江戸所払いになる見込みだと渋井が市兵衛に語った。ただ、その場合彼だけを追放するわけにもいかないため、「箱崎」は店をたたむことになる。
橋太郎の母
「箱崎」の女将。市兵衛が信正、弥陀ノ介、佐波への手土産を買うため「箱崎」を訪れた際、山の手の名物である粟焼を勧めた。
勘平がおやじに持って行った手土産の粟焼を買ったのが「箱崎」であることが分かり、渋谷らが事情を聞きに行くと、勘平のことをよく憶えており、後日またたくさん買いに来たということと、住まいは関口臺町だということを証言した。
橋太郎の父
「箱崎」の主人。渋谷らが勘平の住まいについて訪ねると、佐川山城の裏店に、14,5人の陰陽師の一団が住んでいて、勘平はその仲間だと答えた。

### 光成館
窪田 広兼（くぼた ひろかね）
番町にある名門私塾「光成館」の塾頭。
「光成館」は、和算のみならず異国渡来のものも含めて実践的な算学を教える塾であり、その卒業生の多くが幕府勘定衆に抜擢されている。また、能力さえあれば身分を問わず受け入れてくれ、町人の子でも将来御家人株を手に入れて勘定方に務めることができるという希望があるため、入門希望者が年々増えている。ただし、12歳までに年2回行なわれる試問を突破しなければ入門を認められず、入門しても初級の若衆組で3年間学んだ後、上級の登龍組に上がる能力なしと判断されれば退塾させられてしまう。一方、能力に長けた若衆組の生徒は2年、まれに1年で飛び級が認められる。
窪田 重兼（くぼた しげかね）
「光成館」の若先生。同期で唯一町人で入門が許された藤蔵を武家の学友らが馬鹿にした時、藤蔵が試問で抜群の成績を収めたと語って彼らを叱った。

### 幕府関係者
水野 隠岐守（みずの おきのかみ）
若年寄。若年寄は桜井が組頭を務める御持筒組の直属の上司である。桜井が「菊の助座」の起こした事件に関与した疑惑をについて事情聴取する席に参加した。桜井の関与が明白になると、自宅謹慎を命じた。史実は「水野忠韶」を参照。
京極 周防守（きょうごく すおうのかみ）
若年寄。同じく、桜井聴取に同席。史実は「京極高備」を参照。
筒井 和泉守（つつい いずものかみ）
南町奉行。北町奉行の榊原と共に、桜井聴取に同席。史実は「筒井政憲」を参照。
市川 重一（いちかわ しげいち）
北町奉行所与力。槍の遣い手。30名ほどの手勢を率いて、吉原遊郭から派遣された者たちと共に、音羽町9丁目の岡場所で警動を行なった。奉行の榊原直々の命令による取り締まりであり、「大清楼」が雇っているという用心棒やヤクザどもによる激しい抵抗を予想していた市川は、あっけなく手入れが終結したことに違和感を覚え、「こればかりの岡場所など捨て置けば良いものを」と吐き捨てた。
椎名 甲三郎（しいな こうざぶろう）
北町奉行所の若い平同心。他の6人の平同心と共に渋井の指揮下で探索を行なうことになり、すでに飯田町界隈を探索していた。しかし、佐賀屋主人の絞殺体が永代橋の橋桁に引っかかっているのが発見されたため、町方支配役から本所・深川・向島周辺を探索せよと命ぜられ、6人はすでにそちらに向かったと語った。しかし、それは捜査を攪乱するための賊の罠だという渋井の言葉を信じ、彼の指示下で探索を続けることにした。結果的にその判断は正しかったことが証明される。
発地村にある「菊の助座」本拠地への手入れにも参加した。
村野 守繁（むらの もりしげ）
北町奉行所の年番方与力。

### その他
美濃屋（みのや）
音羽町5丁目にある古着屋の主人。経験豊かな手代が店を退いたため、代わりに惣十郎を雇った。口達者な惣十郎が桜井など新しい仕入れ先を開拓したため、仕入れとそれに伴う接待を一任した。
佐賀屋 介右衛門（さがや すけえもん）
本両替町にある両替商の主人。放火による火事の混乱に乗じて、蔵前の別店からの助っ人と偽った「菊の助座」一味に押し入られ、1万4千両を下らぬ金を奪われた。女子どもや一部の奉公人は蔵前で炊き出しをしているとの嘘で店から逃げ出すよう仕向けられたが、証文や金を蔵に入れて守るために残った奉公人14人は皆斬り殺されたり焼き殺されたりした。そして、介右衛門は拉致されて役人などに誰何された際の応対に利用された後、絞殺されて川に捨てられた。
浅井 隆三郎（あさい りゅうざぶろう）
吉原遊郭の妓楼「浅井屋」の主人で、揚屋町の名主を務める。惣十郎が音羽町の岡場所、特に「大清楼」のせいで付近の風紀が大いに乱れて困るとの理由で、四郎兵衛会所に取り締まりを願い出た際応対した。会所での調査では訴えは大げさであり、取り締まりの必要はないとの判断が下されたが、旗本である桜井も同様の内容を北町奉行榊原に訴えて、奉行所から指図されたために警動が決定した。警動の日には隆三郎も同行し、食ってかかる藤蔵に乱暴しないよう手下に命じ、一旦捕縛されていた稲を解放した。
渋井の紹介を受けた市兵衛と藤蔵が浅井屋を訪れた際、歌は吉原に連れてこられていないと語った。
お菅（おすが）
音羽町の遊女屋「伊勢谷」で働いていた芸者だったが、年季が明けて別の見世の女郎となった。
雲井（くもい）
音羽町の芸者だが客も取っていて、警動で捕らえられて吉原に売られた。歌が吉原に連行されていないことを市兵衛と藤蔵に伝えた。歌と仲が良く、一緒に三味線と長唄を習っていた宝泉を訪問してみるよう、吉原を訪ねてきた市兵衛と藤蔵に提案した。
宝泉（ほうせん）
麹町6丁目の裏店に住まう、歌や雲井の三味線と長唄の師匠。剃髪で大柄な体ながら女性のようなしゃべり方をする。市兵衛と藤蔵が訪問したが、歌の行方は分らないと言った。しかし、今後の探索に役立つようにと、歌目当てで稽古に来ていた人たちを紹介してくれた。結果としてその中に有力な情報を持つ者はいなかったが、その探索の途中で藤蔵は弥陀ノ介と出会い、信正に目通りすることがかなう。
立花 広之進（たちばな ひろのしん）
桜井家の用人。まだ若い。渋井から、佐賀屋に盗賊が入った日に「桜井家御用」の立て札を立てた荷車が飯田町から桜井家方面に向かったという目撃証言があった件について照会される。
今吉（いまきち）
渋井の手先の一人である蓮蔵が使っている手下。勘平がおやじへに持って行った手土産の粟焼をどの店で買ったかを、蓮蔵や他の手下達と手分けして探索した。発地村の「菊の助座」本拠地への手入れにも蓮蔵と共に参加した。
松野屋（まつのや）
沼田城下の飯盛旅籠の主人。この店が弥勒寺に奉納した手ぬぐいを勘平が持っていて、それに喜楽亭のおやじへの手土産を包んだことから、「菊の助座」の本拠地が沼田城下かその周辺にあることが判明する。そして、この店の飯盛女たちの証言から、それが発地村だと断定された。
中津 佐治郎（なかつ さじろう）
沼田城下の町方役人。発地村の「菊の助座」本拠地への手入れに配下13名と共に参加した。
発地村の名主（ほっちむらのなぬし）
渋井らが発地村を訪ねた際、菊の助とお万の過去について語った。
>>>記事の先頭にジャンプ

## 第8巻 五分の魂

### 安川家
安川 充広（やすかわ みつひろ）
薬研堀埋め立て地に住む旗本の嫡男。16歳。
友だちに誘われて岡場所を訪れた際、幼馴染みだったお鈴と再会し、彼女の身請けのためにお熊から30両を借り、利息や名目金を含めて45両ほどに膨らんだ。返済に窮していたところ、取り立てに訪れたお熊から妹を身売りする手があると迫られ、激高して殺害してしまう。
家族には詳しい事情を一切語らなかったが、牢屋敷に面会に来た市兵衛と弥陀ノ介には、秩父の三峰山で新しく発見されたという銅鉱山への投資話に乗せられて借金した事情を話した。しかし、その目的がお鈴の身請けのためだということは決して明かそうとしなかった。
当初は、良くて切腹、悪ければ斬罪の上安川家にも改易などのとがめがあると思われていたが、事件の背景が明らかになると、自宅での蟄居謹慎の寛大な処分が下った。
安川 剛之新（やすかわ ごうのしん）
小十人衆100俵どり。
弥陀ノ介が11,2歳の頃、年長の子供らに容姿と身分をさげすまれていじめられていたところ、同い年の剛之進が助勢してくれた。剛之進は旗本の子にもかかわらず、御家人の子である弥陀ノ介を決して差別することがなかった。弥陀ノ介は恩義を感じていつか恩返しがしたいと思っていたが、身分が違うため親しく交わることがなく、その機会も訪れなかった。
そんなある日、突然弥陀ノ介の職場を訪れ、充広が事件を起こした事情を調べて欲しいと願った。そして、弥陀ノ介が助勢を願ったことにより、市兵衞は評定所での詮議までのわずか5日間の間に、事件の背景を調べることになった。
安川 石（やすかわ いし）
充広の母。
安川 瑠璃（やすかわ るり）
充広の妹。14歳。近所でも評判の美女。
充広の祖父
市兵衛が、充広が単に生来の短気によってお熊を殺したのではないということを確認するため、わざと充広のことを悪く言いつのった際も、冷静に孫の気質について説明した。そして、市兵衞への報酬は自分の蓄えの中から出すと言った。
充広の祖母
家族の充広に対する評価は身びいきではないかとわざと挑発する市兵衞に、祖父母が孫のために涙を流す身びいきが間違いだろうかと語った。

### 八重木家
八重木 百助（やえぎ ももすけ）
御徒組に属する徒衆。本所の組屋敷に住んでいた。生活が苦しく、内職として夜だけ九郎平の用心棒（名目は盛り場の警護役）を務めた。また、趣味人であちこちの俳句や川柳の会に出席しており、九郎平の紹介で「天の木堂」で行なわれているの会に参加するようになる。そのため名士との交際、さらには病に倒れた父の治療費で金がかかり、お熊から借金を重ねた。
その頃、組内で行なっていた頼母子講の掛銭を預かる親の役割だったが、借金返済ために積立金約33両をすべて九郎平が勧める銅鉱山の投資話につぎ込んでしまった。しかし、鉱脈がなかなか発見できず、利益の配当に時間がかかると聞かされ、掛金を私的な投資に回したことが同僚に判明することを恐れ、水戸にかくまってやるという左金寺の話を信じて一家で夜逃げした。そして、水戸に向かう船の中で左金寺が抱える用心棒たちに殺され、おもりを付けて中川に沈められた。後に江の証言に基づく捜索により遺体が発見され、左金寺一統の捕縛が決定的となる。
八重木 江（やえぎ こう）
百助の妻。夫と息子を左金寺の用心棒らに殺され（実は息子は生き延びていたが、江は当初それを知らなかった）、水戸城下の江戸町にある女郎屋に売られてしまう。そして、自分が誰か分からない状態にする目的で、ひどい暴力と陵辱を受け続けた。ある時自分を襲いに来た男3名を殺害し、匕首と生首を持ち、血みどろの姿で町を徘徊していたところ、事情を察した菅沼に保護される。そして、療養と事情聴取の後、殺人については不問とされて江戸に戻された。
事件解決後、組の者たちは一家の罪を赦して受け入れてくれたものの、やはり組屋敷に居づらくなり、御家人株を売って夫が着服した掛銭の返済に回し、大久保百人町の実家に身を寄せた。そして、翌年の春に菅沼からある申し入れを受けることになる。
八重木 梅之助（やえぎ うめのすけ）
百助の嫡男。5歳。水戸に向かう船から川に放り投げられたが、水草に引っかかっていたのを川漁師に発見され、一命を取り留めた。その後、渋井と助弥、市兵衛に当時の出来事を話す。そして、渋井によって組屋敷の篠崎の元に送り届けられ、江が江戸に戻ってきた時に再会した。

### 左金寺一統
左金寺 兵部（さこんじ ひょうぶ）
北十間堀にかかる押上橋近くにある骨董店、「天の木堂」店主。水戸学の藤田幽谷の高弟である左金寺某の縁につながると自称している。常州鹿島の出身で、本名は兵太（ひょうた）。20歳になる前に江戸に出てきて、目利きの才を生かして財をなしたと言われているが、実は妻たちを通じて九郎平とつながりを持った左金寺は、九郎平から提供された資金を元手に金貸しを始め、それによって大金を得るようになった。俳句や茶道など趣味の会合を主催していて、そこに集う人々から資金を募り、投資を行なうこともしている。
ところが、元勘定吟味役の中川、細田、松平の指南に従って投資した大名為替で大きな損失を被ってしまう。そのため、出資者への利息の配当に窮し、御家人たちに対する投資詐欺に手を出すことになった。充広や八重木一家もその被害者である。
充広が投資話に乗ってしまった事情について尋ねるために訪問した市兵衞について、彼を警戒すると共に妙に肯定的な印象も抱いた。
事が露見すると坂内の助力で逃亡を図るが、市兵衞に阻止され、捕縛された。
九郎平（くろべい）
本所入江町にある岡場所、別名「鐘の下」のふせぎ役で、千2,3百人いると言われる女郎たちから夜ごとに4文ずつ口銭を徴収し、莫大な利益を得ていた。
40代半ばの年齢で、左金寺とは妻同士が姉妹という間柄。
左金寺が御家人に対する投資詐欺を始めると、投資話を持ちかけたり、投資のための資金を貸し出したりする役回りを演じた。しかし、変な欲を出して本来全員始末すべき百助一家のうち江だけを生かして水戸の岡場所に売り飛ばしたり、瑠璃の身売りを画策したりしたことで、左金寺の計画にほころびが出、真相の露見につながってしまった。そして捕らえられ、渋井によれば妻や手下どもと共に死罪は間違いないという。
お蓮（おれん）
九郎平の妻で菜々緒の姉。九郎平と左金寺とは、互いの妻を通じて義兄弟ということになる。お鈴に会うため2日連続して「駒吉」を訪れた市兵衛の元に、多七郎を差し向けて懲らしめようと九郎平に提案したが、逆に勘ぐられても困るといったん拒否された。
菜々緒（ななお）
左金寺の妻。事件の全容が明らかになった際、左金寺が逃げるのに足手まといだとして、坂内に斬り殺された。
お熊（おくま）
入江町の次郎兵衛店に住む、九郎平の息のかかった金貸しで腕のいい取り立て屋でもある。九郎平の斡旋で充広に30両を貸し付け、その取り立てのために連日追い回す。そして、瑠璃の身売り話を持ちかけたところ、激高した充広に殺されてしまった。
中山 半九郎（なかやま はんくろう）
元勘定吟味役で、3年前嫡男柿右衛門（かきえもん）に家督と役目を譲った。59歳。隠居後は、かつての経験と知識を生かして老舗の商家の指南役につき、左金寺が差配している出資仲間の相談役も務めている。細田 栄太郎（ほそだ えいたろう）、松平 三右衛門（まつだいら さんえもん）も同様である、
左金寺が投資詐欺を始めると、その投資が間違いないことを3人が保証することで、対象者を信用させた。
信正が私的に中山宅を訪問して、充広が手を出した投資話について尋ねたことで、目付が捜査していることを悟って3人とも大いに狼狽し、左金寺に叱咤された。そして、これまで騙した御家人たちにそれぞれ私財から出資額と同じ金額を配り、他言無用を願って歩いた。
事件の全容が明らかになると、彼ら3名の罪を記した老中からの召喚状を送られてきた。すると、家督を継いだ息子たちが密かに談合し、その後半九郎らは3人とも病死として届けがなされた。その結果それぞれの家がとがめを受けることは免れた。
徳山 坂内（とくやま ばんない）
本名板助（ばんすけ）。水戸にいたとき、鬼神と呼ばれていた鹿島流の道場主に学んでいて、後に左金寺兵部となる兵太とは道場仲間。師からは「勝てば良いと思っている卑しい剣術」として評価が低かったが、16歳の時に師を打ち倒した。そして、20歳になる前に兵太と共に江戸に出てきて、その後は彼の手伝いをすることに生き甲斐を見いだしていた。普段は「天の木堂」の下働きを行なっていて、彼を見下している菜々緒やお蓮も料理の腕だけはほめる。
江と梅之助が生きていることを知った左金寺から、水戸に逃亡するのための時を稼ぐため市兵衞を亡き者せよとの命を受け、3人の用心棒と共に市兵衞の長屋を襲撃した。峰岸を斬った市兵衛と対峙し、自身も斬られる。その際死んだと思われていたが、息を吹き返して翌日の検死前に逃亡、左金寺の元に向かった。そして、左金寺に逃げるよう言い、足手まといだとして菜々緒を斬った。その後、左金寺脱出の時を稼ぐために屋敷に火を放って死んだ。
峰岸 小膳（みねぎし しょうぜん）
左金寺が九郎平の元手で浪人への貸し付けを始めたとき、もめ事処理や取り立てのために抱えた用心棒。他の2人の用心棒と共に、左金寺から八重木一家全員の殺害を命ぜられたが、江だけは生かして水戸の遊郭に売り飛ばそうと考えた九郎平から金をもらってその通りにした。
市兵衞の長屋を襲撃した際、髙木と共に部屋に突入したが、用意万端待ち構えていた市兵衞に斬られてしまう。
高木 東吾（たかぎ とうご）
峰岸と同じ用心棒。市兵衞の長屋を襲撃した際、たまたま宿泊していた弥陀ノ介に斬られた。
校倉 源蔵（あぜくら ぜんぞう）
峰岸と同じ用心棒。7尺（約212.1cm）近い巨漢。梅之助を川の中に投げ込んだ。
市兵衞の長屋を襲撃した際は、弥陀ノ介の刀を弾き飛ばし、その体格を生かして格闘で圧倒するが、最後に弥陀ノ介の反撃に遭い、首の骨をへし折られて斃されてしまう。
多七郎（たしちろう）
九郎平一家の若頭。市兵衞が武家女の身売りをもっぱら請け負っている女衒について尋ねるため「駒吉」にやってきたのに怒った九郎平が、彼を懲らしめるために10名ばかりの手下と共に送り込んだ。しかし、物干し竿一本で簡単に撃退されてしまった。

### 駒吉
お鈴（おすず）
21歳で、充広より5歳年上。元は御徒組の小頭の娘。弟の遊び友だちの中に充広がいて、よく家に遊びに来ていた彼のことを「みっちゃん」と呼んでいた。充広は密かに憧れていたが、3年半前、お鈴の父親が部下の失態に連座して職を失い、今戸町に引っ越した。さらに弟の病気治療が加わって、1年半前にやむなく身を売り、妓楼「駒吉」の女郎となった。
女郎になって1年後、友だちに誘われて岡場所に来た充広と再会する。あるとき身請けに必要な金が28両余りであることをなにげなく充広に語った。充広が自分のために借金をし、お熊を殺してしまったことを知り、彼が死んだら自分も死のうと思った。
尋ねてきた市兵衞に、自身の生い立ちや充広との関係、また武家女を水戸の遊郭に紹介する女衒について語った。
事件後、小名木川沿いの大工町に住む船大工に身請けされることになった。
桂助（けいすけ）
鐘の下にある妓楼「駒吉」の亭主。年配。市兵衛が最初にお鈴を訪ねてきたとき、お熊の評判と充広が春以来月に3，4度駒吉を訪れ、お鈴を指名していたということを語った。

### 御徒衆
篠崎 伊十郎（しのざき いじゅうろう）
百助が属していた組の組頭。八重木一家が失踪した後、金さえ戻せば不問にする腹で、御徒組の総責任者である徒頭には掛銭持ち逃げの件は伏した。そして、友人の秋山を通じて内々に八重木一家の行方を追って欲しいと渋井に依頼した。
渋井が連れてきた梅之助を、江が菅沼に連れられて組屋敷に戻ってくるまで自宅で保護していた。そして、江から事の真相を聞かされると、必要なら百助の遺体捜索や左金寺一統の捕縛に御徒組上げて助力すると約束した。
事件解決後、組屋敷を出て実家に戻る江から、八重木家の御家人株売却する手続きを依頼された。
毛利（もうり）
百助の同僚。病気となった父が、貧しい一家が借金して薬代を捻出していることを気に病んで首をつった。父は一命を取り留めたものの、意識を失ったままである。毛利は、掛銭を持って夜逃げした百助の気持ちが分ると篠崎に語った。
寺尾（てらお）
百助の同僚。毛利の父が首をつったことを篠崎に報告した。

### その他
秋山 仁右衛門（あきやま じんえもん）
奉行所見廻りの徒目付。友人である篠崎に頼まれ、渋井に八重木一家失踪事件を内々に調べて欲しいと依頼した。
菅沼 善次郎（すがぬま ぜんじろう）
水戸藩下町奉行所与力。42,3歳。匕首と生首を持って街を徘徊する江を捕縛するために出役したが、江が武家の妻であり、夫と息子の敵討ちをしようとしていることを知ると、事情を調べた後にそれが真実であれば必ず助勢することを水戸侍の名誉にかけて約束して、彼女を保護した。その後、無罪放免となった江を説得して江戸に向かい、夫の同僚たち（市兵衞と渋井も同席した）に夜逃げに至る事情とその後に起こったことを説明して詫びる機会を与えさせた。
事件の翌春、実家に戻っていた江に、後添いに迎えたいとの申し入れをした。
長橋 内記（ながはし ないき）
亀沢町で私塾を開いている儒学者で、この塾に充広が通っていた。充広は優秀で人柄も良く、あのような事件を起こすとは意外だったと市兵衛に語った。
平泉 亮輔（ひらいずみ りょうすけ）
充広が塾で親しくしていた友人。充広を岡場所に連れて行き、お鈴と再会するきっかけを作った。市兵衛に、おそらくお鈴は武家の出身であり、充広の昔なじみではないかとの推量を語った。
辰造（たつぞう）
中川で漁をする逆井村の川漁師。川縁の水草に引っかかっていた梅之助を発見して介抱した。3日3晩眠っていた梅之助が目を覚まし、自分や父母の名、川で溺れた状況などについて語ると、村役人たちと相談して北町奉行所に届け出た。
柿沼 金十郎（かきぬま きんじゅうろう）
向島にある水戸藩下屋敷に勤める藩士。渋井の知人で、渋井が市兵衛を帯同して話を聞きにいった。寛政10年（1798年）の新政により水戸城下に藩御用馬の馬市を開いたのをきっかけに、その周辺に藩公認の賭博場ができ、さらに遊郭もできあがった。女郎の中でも、江戸から売られてきた武家女たちが人気だという。それを聞いた渋井と市兵衞は、江が殺されずに水戸の遊郭に売られたのではないかと推理した。
橘 龍之介（たちばな りゅうのすけ）
寄合小普請。今回の事件解決後に、信正が弥陀ノ介の同道を許さず訪問した。弥陀ノ介の勘によれば、佐波が懐妊したため、ついに信正が結婚を決意し、佐波を橘家の養女にするための相談に向かったのではないかということである。
>>>記事の先頭にジャンプ

## 第9,10巻 風神（上・下）

### 奥平家
奥平 純明（おくだいら すみあき）
武蔵国1万3千石の元大名で、今は嫡男に家督を譲って大殿と呼ばれ、駒込にある下屋敷に側室お露と2人の子と共に隠居している。
現役時代は、老中として松平定信を助けて寛政の改革を行なったが、改革の失敗により享和3年（1803年）老中職を辞した。その後、蝦夷地でロシア人による狼藉が頻発するようになると、文化3年（1806年）に将軍家斉の命により老中職に復帰。そして、ロシアとの関係改善にめどが付いた文化14年（1817年）に辞職して隠居した。
1度目の老中時代、ロシアとの交易と蝦夷地防御を狙った蝦夷地開港を目指した。そして、東蝦夷地を幕府直轄にする政策を行ない、開拓のために多くの入植者を送り込んだ。しかし、見通しの甘さのため多くの死者を出して開拓事業は頓挫する。宮島泰之進が西洋銃で殺されたことを知った純明は、入植者の生き残りが自分の命も求めるだろうと悟り、お露母子を守るための警護役を求め、市兵衛を雇い入れた。そして、純明の命よりお露母子を守る方を優先するよう市兵衞に命じた。
安宅一統には2度に渡って襲撃された。1度目は斬られて左腕が不自由になり、2度目は安宅に八王子同心槍で刺されてしまう。即死は免れたが、治療も空しく1月後に屋敷で息を引き取る。
お露（おつゆ）
10年ほど前、まだ当主だった純明が迎えた側室で、現在1男1女の母。ロシア人士官の父と和人の母との間に生まれた、故郷にあるアムール川を思わせる青い瞳の美女。
3歳で母を亡くすと、祖父と共に厚岸に移り住んだ。10歳の時にその祖父も亡くなり、祖父の盟友だった雁右衛門に引き取られ、その後は江戸に移り住んだ。そして、18歳になった時、雁右衛門の妻となった。その後、抜け荷の嫌疑をかけられた雁右衛門は、お露に累が及ぶのを恐れて純明の屋敷に奥女中として置いてもらうことにした。しかし、お露は江戸追放となった雁右衛門の後を追わず、純明の側室になった。
純明の命を狙う賊が西洋銃を使っていることを知ると、背後に雁右衛門がいることを感じ取り、市兵衞を彼の元に遣わして父親が息子を殺す悲劇を止めさせようとした。
純明の死後は落髪し、2人の子と共に国元にある奥平家菩提寺一隅の庵に住むことになった。
悠之進（ゆうのしん）
お露の子。11歳。純明と初めての野駆けに出かけた際、安宅一統の襲撃を受ける。市兵衞の活躍で悠之進は守られたが、純明は傷を受けてしまう。その父を自分の馬に乗せて屋敷に移送した。
実はお露が純明の奥女中となってかくまわれた際、すでに身ごもっていた雁右衛門の子である。雁右衛門はそれを知らなかったが、純明は事実を知った上で、自分の子として養育することをお露に約束した。お露は生まれてくる子を守るため、雁右衛門と別れて純明の側室になることを決意する。
美帆（みほ）
お露の子。4歳。父親は純明である。
小松 雄之助（こまつ ゆうのすけ）
純明近習の御年寄。下屋敷の責任者だが気さくな人柄。十条村での襲撃で重傷を負い、回復後は御年寄職と江戸勤番を解かれて、桑野・山谷と共に国元に戻った。
桑野 仁蔵（くわの じんぞう）
下屋敷足軽。山谷と共に市兵衞にあれこれと良くしてくれる。十条村での襲撃で重傷を負った。回復後は江戸勤番を解かれて国元に戻った。
山谷 太助（やまたに たすけ）
足軽。小松や桑野とは幼馴染みで、共に40年近く純明に仕えている。十条村での襲撃で重傷を負った。回復後は江戸勤番を解かれて国元に戻った。
小木曾 考左衛門（おぎそ こうざえもん）
下屋敷物頭。20代。年配で大らかな者の多い下屋敷の男性陣の中で、唯一謹厳。十条村での襲撃で重傷を負った。
岸辺 善徳（きしべ ぜんとく）
料理方の頭。52,3才。下地に勝った市兵衛のことが下屋敷内で評判になっていると語った。
橘 京之助（たちばな きょうのすけ）
純明近習の小姓。50代。十条村での襲撃で、もう一人の小姓と共に命を奪われた。
牧野（まきの）
下屋敷奥女中頭。小松の他、お露が奥平家に来ることになった事情を知っている1人。
広川（ひろかわ）
下屋敷奥女中。十条村での襲撃の際、市兵衛に斬られた大竹にとどめを刺した。
松代（まつよ）
下屋敷奥女中。美帆の世話係。
篠原 千岳（しのはら せんがく）
剣術指南役。お露らの警護役を選ぶ御前試合で行司役を務めた。
新庄 弥平太（しんじょう やへいた）
上屋敷番方。20代後半。御前試合で、市兵衛の相手を務めた。よく稽古を積み膂力もあったが、実戦不足からか踏み込みが荒く、負け方の稽古が足りないため市兵衛の敵ではなく、胸元に突きを入れられてしまう。市兵衛が寸止めしたため切っ先は体に触れなかったが、篠原が見抜いて市兵衛の勝ちとした。
野駆け中に大殿一行が襲撃された事件を受け、上屋敷から警護のために下屋敷に異動。十条村での襲撃で安宅に斬殺された。
下地 源吾左衛門（しもじ げんござえもん）
上屋敷番頭。30代半ば過ぎ。藩随一の遣い手と言われる。御前試合で、新庄の次に市兵衛が対戦した。市兵衛に木刀を破壊されて敗れた。
新庄同様下屋敷に異動したが、十条村での襲撃で安宅に額を撃ち抜かれて死亡。

### 安宅一統
安宅 猪史郎（あたか いのしろう）
一統の頭。48歳。元は八王子千人同心組頭の家の部屋住みだったが、部屋住み仲間たちと共に開墾と警固のため蝦夷地の白糠に赴いた。蝦夷地開拓がお上の甘い見通しで始まったために多くの仲間が死んだこと、また窮状を訴えても役人たちはよく調べもせずにそれを断ったこと、そしてお上が責任者を罰しないどころか、口をつぐんで無かったことであるかのように振る舞っていることに憤りを深めていく。そして、蝦夷地の幕府直轄領が松前藩に返還された翌年（文政5年/1822年）、松前奉行も廃止されたのを機に、生き残った仲間たちと共に23年ごしの復讐劇を始めた。
7,8間離れた場所から宮島の額をまっすぐ撃ち抜くほどの射撃の腕前。彼が持つ西洋銃は、命を救ってもらった礼にと雁右衛門から渡されたものである（元々は、お露が祖父の形見としてもらったもので、危ない橋を渡る雁右衛門の身を案じて譲った）。
2度に渡って純明を襲撃し、2度目の襲撃では即死させることはかなわなかったものの純明に槍を突き入れた。そして、市兵衞に介錯を願って自害した。
竹村屋 雁右衛門（たけむらや かりえもん）
安房勝山の出身で、蝦夷と江戸を結ぶ東回り往路の水夫をしていたところ、材木商の吉井屋に引き抜かれて、主人に代わって材木の仕入れを行なうようになった。店は儲かったが、才覚を妬んだ主人と反りが合わなくなり、暖簾分けの名目で竹村屋を始めた。
その後、商売が傾いた吉井屋を居抜きで買い取ったことで、吉井屋が御用商人として出入りしていた奥平家で純明と交流が始まった。2人は意気投合し、いずれロシアとの交易を始めたいと考えていた純明の勧めにより、雁右衛門はロシアとの関係を深めるために抜け荷に手を染めることになる。
文化4年（1807年）、択捉島の番兵に交易品を奪われたため、もう一稼ぎすべく無理をして船を出したところ、白糠沖で竜巻に遭って船と乗員を失ってしまう。その際、安宅らに助けられたことで、彼らが味わった悲劇と現在の窮状を知った。江戸に戻ると、3年間毎年100俵ずつ米を送ったが、蝦夷の役所が課す法外な手間賃や吉岡・宮島による横領のため入植地にはほとんど届かなかった。
文化7年（1810年）に安宅らが江戸に出てくると、金や住まいを用意して養ったが、文化9年（1812年）に純明の政敵の策謀によって、雁右衛門は抜け荷の罪で捕らえられてしまう。その直前、お露に累が及ぶのを避けるために奥女中として純明にゆだねた。純明の尽力で死罪は免れて江戸追放となったが、お露は雁右衛門に同行することを拒み、純明の側室になることになったと聞かされる。そして、安宅らと再会し、彼らが純明に恨みを抱いていることを聞かされると、自らも一統に参加することを決意した。
その後、安宅の兄の口利きで八王子十五宿の横山宿に物産を仕入れて江戸で売りさばく店を構え、白柳屋 文治（しらやなぎや ぶんじ）と名を変え、一統を行商人として雇って支え続けた。それから10年が経ち、現在61歳になる。
1回目の純明襲撃が失敗に終わったとき、自分も次の襲撃に参加することを決めた。しかし、市兵衛から悠之進が実の息子であることを聞かされると、店をたたんだ金と手紙を安宅に送り、長崎から取り寄せた西洋銃で自殺した。
大竹 鎌七郎（おおたけ かましちろう）
安宅の幼馴染み。2回目の襲撃ではお露の籠を狙ったが、広川に額を斬られた。
下条 甲八（しもじょう こうはち）
奥平家下屋敷に半期雇いの中間として潜入し、師走29日に純明が野駆けに出かけるとの情報をもたらした。1回目の襲撃時に殺された5人の同志の1人。
小島 十三郎（こじま じゅうざぶろう）
1回目の襲撃の前に、平尾 九馬（ひらお きゅうま）、太田 孫次郎（おおた まごじろう）と共に脱落したが、下条と接触していたとの情報を得た渋井に捕らえられた。厳しい拷問にも一棟の隠れ家を白状しなかった。幕閣の判断により、千人頭預かりと決まった。渋井から雁右衛門が自殺したと聞かされ、安宅と雁右衛門の絆について語った。
綿貫（わたぬき）
1回目の襲撃失敗の報告をするため八王子の雁右衛門の元に向かい、一緒に江戸に戻ってきた。
山本 万之助（やまもと まんのすけ）、
2回目の襲撃の前に脱落。
幸田 勇三郎（こうだ ゆうざぶろう）
山本の脱落を報告した。
名が分っている他の同志
赤井（あかい）、忠助（ただすけ）、信左（しんざ）、久兵衛（きゅうべえ）、増次郎（ますじろう）

### 蝦夷の人々
三輪 籐九郎（みわ とうくろう）
お露の母方祖父。松前藩がアイヌと交易を行なう「場所」の請負人を務めながら、裏ではアイヌやアムール川流域の人々との間で抜け荷を行なっていた。その際、娘も男装させて連れて廻っていたが、アムール川のほとりにある村に滞在していたとき、娘とロシア人士官が恋に落ちお露が生まれた。士官は1年後に戻ると約束して国に帰り、籐九郎一家は3年その村で待ったが、ヨーロッパで起こった戦争に出征したまま彼は戻ってこなかった。
お露が3歳の時、交易商人と村人との諍いに巻き込まれ、娘が流れ弾に当たって死んだ。そこで、籐九郎はお露と共にその村を離れて厚岸に渡る。そして、4年後雁右衛門と出会ってロシア公益の手引きをした。お露が10歳の時に病に倒れ、雁右衛門に彼女を託して死んだ。
エトコロ
松前のアイヌ。60歳近い。籐九郎が亡くなった後、雁右衛門が水先案内人と通訳として雇った。雁右衛門は彼に全幅の信頼を置いていたが、ただ一度その忠告を聞かなかったとき、竜巻に巻き込まれてしまう。その際エトコロも4人の水夫と共に命を落とした。

### 幕府関係者
宮島 泰之進（みやじま やすのしん）
旗本800石。長く松前奉行配下の根室釧路方面の御用方を務めた。安宅が白糠の入植者たちの窮状を訴え出てきたとき、現地の実情をよく調べもせず、すでに潰えていたと思っていた白糠に入植者たちがまだ残っているのならうまくいっているはずと思い込み、救済を許可しなかった。
4年ほど前に役目を辞して江戸に戻ってきた。文政5年（1822年）12月、安宅らの襲撃を受け、額を西洋銃で撃ち抜かれて死亡した。
吉岡 栄太郎（よしおか えいたろう）
厚岸会所の調べ役。安宅が入植地の悲惨な現状を訴えて救済いを願い出たが、奉行所の赦しがなければ急逝できぬと杓子定規に拒否した。その回答も1ヶ月後であり、しかも救済できないとの返事だった。文化6年（1809年）の冬、安宅に西洋銃で額を撃ち抜かれて殺された。
青山 下野守（あおやま しもつけのかみ）
老中。信正を密かに呼び寄せ、安宅らの動向を隠密に探るよう命じた。史実は「青山忠裕」のページを参照。
高嶋 数好（たかしま かずよし）
宮島と同じ頃、根室釧路方面の御用方を務めた。現在は隠居している。老中から宮島の殺害事件を調べている町方に協力するよう命ぜられ、渋井の聞き取りを受け入れた。吉岡が八王子千人同心の入植者によって殺されたいきさつを語り、宮島も彼らが殺したのではないかとの推量を示した。
大久保 平四郎（おおくぼ へいしろう）
高嶋家用人。渋井が高嶋に主人に失礼な態度を取らぬよう監視するかのごとく、聞き取りの場に同席した。
笹山 壮平（ささやま そうへい）
南町奉行所年寄並同心。かつて雁右衛門が抜け荷の罪で詮議された際、詮議役の下役同心としてそれを見守った。渋井に、その時のことを話して聞かせ、雁右衛門捕縛は、純明と対立する勢力が彼を追い落とすために仕組んだことだとの推理を語った。
蓮蔵（れんぞう）
助弥の下っ引き。
安宅 助右衛門（あたけ すけえもん）
猪史郎の兄。50歳。八王子千人同心の組頭。3人の息子がいて、猪史郎の行方を追う市兵衞が話を聞きに安宅家を訪れた際、懲らしめようと襲いかかった。しかし、難なく制圧されてしまい、右衛門への取り次ぎをさせられてしまう。
助右衛門は、弟ら部屋住みの者たちを厄介払いのように蝦夷地に送った結果、多くの命が失われたことへの罪責感と、弟が姿を消したことで内心ほっとしたという複雑な心情を吐露した。そして、10年ほど前に弟から手紙で依頼され、白柳屋文治が横山宿に店を開けるよう宿役人に口利きしたと語った。しかし、どれほどの大罪を犯しても弟に理があると重ねて主張した。

### その他
檜屋 源十郎（ひのきや げんじゅうろう）
本材木町の材木問屋仲間行司役頭取を務める、仲間内で最高齢62歳の材木商。渋井が雁右衛門が抜け荷で江戸追放になったいきさつについて聞き取りに訪れた。材木の仕入れだけで十分儲かっていた雁右衛門が、抜け荷の危ない橋を渡ったとは思えないと主張した。また、女房のお露を守るために奥平家の奥女中に上げたが、純明の手が付いて側室になった経緯についても語った。
伝助（でんすけ）
煙草の行商人。小島が下条と接触していたとの差し口をしてきた。
>>>記事の先頭にジャンプ

## 第11巻 春雷抄

### 砂村新田
清吉（せいきち）
砂村新田の百姓で、18歳から小菅村の陣屋の手代を務めている。35歳。ある日突然姿を消したため、伝左衛門の依頼を受けた市兵衛が捜索に乗り出すことになる。
清吉は陣屋が関わる密造酒造りのカラクリに気づき、そのために勝の命を受けた武智によって斬られ、鉄蔵にとどめを刺されて死んでいたことがその後判明する。
お純（おすみ）
清吉の妻。29歳。伝左衛門が失踪した清吉の行方を捜すために市兵衞を雇おうとしていることを知ると、自分とお鈴を同行させるよう伝左衛門や市兵衞に願った。
鉄蔵一家の元から逃げてきた福次郎をかくまった罪で捕縛され、夫が殺されたことを知らされる。そして、自分に恋慕して隙を見せた鉄蔵の長どすを奪い、鉄蔵さらには元吉と錫助に深手を負わせた。鉄蔵を人質に福次郎と共に脱走したが、途中で桜田道場の3名に追いつかれてしまう。しかし、市兵衞が助けに現れたとき、福次郎と共に鉄蔵にとどめを刺した。
お鈴（すず）
清吉の娘。10歳。家では飼い馬の馬児（かいじ）の世話を担当している。
鉄蔵の元から逃げ出した福次郎が助けを求めてくると、それを知らせに伝右衛門の屋敷に走った。しかし、屋敷の周りに鉄蔵の手下が目を光らせているのを知り、1里10町（約5キロ）離れている市兵衞の長屋を目指して船を漕いだ。
砂村 伝左衛門（すなむら でんざえもん）
砂村新田の名主。心臓に持病を抱えており定期的に宗秀の診察を受けている。その宗秀に市兵衛を紹介してもらい、清吉の捜索を依頼した。
元吉（もときち）
清吉一家の隣家。福次郎と彼をかくまったお純が鉄蔵一家に連れ去られたと、お鈴と市兵衞に知らせた。そして、伝左衛門か村役人にそのことを知らせ、亀田屋に何が起こったか調べてもらうよう市兵衞から依頼された。その結果、村役人らは一連の事件について勘定奉行所に訴え出、密造酒造りが明るみに出た。

### 密造酒造りの一統
勝 平五郎（かつ へいごろう）
小菅村にある陣屋の元締。40歳過ぎ。借金のある河合屋とはべったりの関係であり、様々な便宜を図ることで密造酒造りの要の役割を担う。
事が露見した後に一統と共に収監されて裁きを待つ身となった。年貢に関わる不正や農民とはいえ役人である清吉の殺害は大罪であり、もちろん彼や一統には厳罰が下るものと思われる。
武智 斗馬（たけち とうま）
陣屋の加判。桜田の父が才能を認めた剣豪で、差料は2尺5寸（約76センチ）はありそうな同田貫。19歳の時に腕を見込まれて陣屋に勤め始め、清吉を斬り3名の武士と共に小金治一家への夜襲にも参加して小金治を斬殺した。密造酒造りも元々は彼の発案による。事件が明るみに出た後、身を隠していた道場を訪ねてきた市兵衞と対決して斬られた。
桜田 淳五（さくらだ　じゅんご）
武州岩槻の浪人で、武智が学んだ戸田流の道場主。武智に頼まれ、軍次郎一家による小金治一家への夜襲や亀田屋襲撃に同行した。鉄蔵を人質に取ったお純を斬ろうとしたとき、助けに現れた市兵衞に頭蓋を割られて死んだ。
宮園 壮平（みやぞの そうへい）
桜田道場の門弟。桜田と共に小金治一家への夜襲や亀田屋襲撃に同行した。お純を助けに現れた市兵衞に喉をつかれて死んだ。
川勝 十郎（かわかつ じゅうろう）
桜田道場の門弟。桜田と共に小金治一家への夜襲や亀田屋襲撃に同行した。お純を斬ろうとしたとき市兵衞に体当たりを食らって昏倒し、その衝撃で片足が不自由になる。武智が市兵衞に斃されたとき、自分が遺体を葬ると言った。
鉄蔵（てつぞう）
砂村界隈の天領に縄張りを持つ貸元で、小菅陣屋から十手を預かり、地域の治安維持に協力している。元は砂村川の蒟蒻橋の袂で川人足や船子らを相手にする酒亭の亭主だったが、女遊びや博打を隠れて提供するようになり、次第に地域の顔役となっていった。最近では中川の東側にも縄張りを広げようとして、軍次郎ら各地の貸元と談合を重ねている。
お純の美貌に目を付けて妾にすることを望むが、自らが清吉のとどめを刺したとお純の前で口走ってしまい、最終的にお純に刺殺されてしまう。
軍次郎
西小松川村の貸元で、鉄蔵の息がかかっている。敵対する小金治一家への夜襲では不意を突かれて総崩れとなるが、武智によって小金治が殺されるとその縄張りを我が物とした。
元吉（もときち）
鉄蔵一家の代貸。お純の家に逃げ込んだ福次郎を、お純と共に捕縛した。その後、鉄蔵の長どすを奪ったお純に斬られて虫の息となった。
河合屋 錫助（かわいや すずすけ）
西小松川村にある酒造元「河合屋」の当主。元々は高利貸しで、陣屋元締の勝にも多くの資金を融通してきた。そして、勝の口利きで酒造株を手に入れた。
安くてうまいが、酒造に使える米の量が限られているために少量しか生産できず幻の地酒と呼ばれていた「梅白鷺」を、密造によって大量に提供して暴利をむさぼっている。そして、南葛飾でもう1件酒造株を持っている亀田屋を取り込んでさらに多くの密造を行なうことを目論んだ。
白子屋 利右衛門（しらこや りえもん）
深川の永代寺門前町にある地酒を扱う老舗酒問屋「白子屋」の4代目当主。30代半ば。河合屋から密造酒を仕入れて酒の不当廉売をしていた。
千倉屋 与左太郎（せんくらや よさたろう）
宝暦の頃、元々は小売業を営んでいた白子屋から暖簾分けする形で創業した米問屋の3代目当主。6年間租税免除された波除け新田の米は、実際には河合屋の密造酒造りに回されていたが、帳簿上は千倉屋が買い取ったよう偽装されていた。
三左衛門（さんざえもん）
白子屋と千倉屋の先代同士が共同出資して開拓した「波除け新田」の名主。7年前、波除け新田は高潮被害を受け、陣屋の見分によって3年間の租税免除措置を与えられた。そして、山左衛門の訴えにより、その措置がさらに3年延長された。こうして免除された年貢の分が河合屋による密造酒造りに回されていたのである。

### 清吉捜索の協力者
次郎右衛門（じろうえもん）
陣屋がある小菅村の名主で、伝左衛門とは気心が通じた仲。陣屋を訪れた市兵衛とお純母子が宿を借りた。
彦六（ひころく）
陣屋の中間で、清吉が村々の巡見に出るときに供をした。陣屋を訪ねてきた市兵衞やお純に、清吉は仕事を放り出して姿をくらますような人ではないと保証した。また、清吉が飯塚村の名主である正吾と親しく交際していたと教えてくれた。
正吾（しょうご）
飯塚村の名主。清吉が役目とは別に親しく交際していた。市兵衞とお純母子が訪問すると、清吉が検見で失態を犯し罰を恐れて失踪したという噂のおかしさを指摘した。また、清吉が残していった走り書きが亀田屋と河合屋を指すと読み解き、河合屋が酒の密造に関わっているとの噂があることを指摘した。

### 亀田屋
亀田屋 権六（かめだや ごんろく）
船堀村の酒造元「亀田屋」の当主（福次郎によれば隠居）。南葛飾で酒造りのために使用できる米は毎年300石だが、それを亀田屋と河合屋で分け合っていた。そして、河合屋に酒造株を譲渡して傘下に入るよう求められたが拒否し、頼みにしていた小金治を殺された後も、諸方の顔役たちに協力を仰いで亀田屋に対抗しようとした。しかし、鉄蔵一家の襲撃を受け、福次郎の目の前で4人の侍の1人に斬殺された。そして、亀田屋の屋敷と酒蔵には火をかけられる。
福次郎（ふくじろう）
亀田屋権六の息子で20代半ば。やくざな格好をしており言動が軽々しいが、本人の弁によれば亀田屋当主。酒造高の割り当てが近年変わっていることに不審を抱いた清吉が権六に会いに来て、陣屋が露骨に河合屋に肩入れをしていること、河合屋が波除け新田の米を使って密造酒を造っているとの噂があることについて聞いたと市兵衛らに語った。
鉄蔵一家によって父親を殺され、自身も酒造株の証文のありかを聞き出すために捉えられて痛めつけられた。しかし、鉄蔵の屋敷に引っ張られていく途中で脱走し、たまたまお純の家に逃げ込む。最後はお純と共に鉄蔵を殺した。
事件後は亀田屋の再建に努めている。名主を通じてお純に求婚したが、どうやらお純は乗り気ではないようである。

### その他
小金治（こきんじ）
一之江村の貸元。60歳過ぎ。亀田屋とは先々代の頃から付き合いが深い。敵対する軍次郎が鉄蔵の助力を得て夜襲をかけた際は、待ち伏せにより軍次郎や鉄蔵を殺す寸前まで圧倒したが、軍次郎に同行していた武智ら4名の武士の参入によって形勢が逆転。小金治自身も武智に斬殺された。こうしてその縄張りは軍次郎のものとなった。
柳田 金之助（やなぎだ きんのすけ）
北町奉行所の若い与力。奉行である榊原主計頭の意を受け、渋井に白子屋に関する調べを命じた。
二平（にへい）
助弥の下っ引きである蓮蔵が使っている手下。蓮蔵と共に白子屋を監視した。
中村 八太夫（なかむら はちだゆう）
小菅陣屋の代官。本来なら厳しい監督責任を問われるところだが、信正の配慮で事が露見する前に事件の調査を開始していたため、厳重注意の処分で済みそうである。
>>>記事の先頭にジャンプ

## 第12巻 乱雲の城

### 信正失脚計画に加担した人々
越後 織部（えちご おりべ）
奥右筆組頭。44、5歳。幕閣や諸大名にも強い影響力を持つ奥右筆衆の中でも特に恐れられている。自分を知恵者だと思い上がり、他者を見下す性向があり、ときおり見せる冷笑は味方であるはずの門部邦朝も苛立たせる。
邦朝の老中就任運動を裏で支えていたが、信正が邦朝の領国に関する調査を行ない、藩札を破綻させた問題を暴き出したことでそれが頓挫したため、信正を激しく抗議し対立した。そして、3年前の両国橋営繕に不当に介入し、営繕を担当した瀬戸家に賄賂を要求したという罪をでっち上げて失脚させる策を編み出し、左池帯刀、後沢兵部、「露庵」の密偵らを使ってそれを実行に移した。
弥陀ノ介への不法な捕縛と違法な拷問が明らかになった後、それについて問い質す若年寄たちの前で、左池にすべての責任をかぶせようとした。また、門部家への不適切な肩入れについても否定する。越後はこのまま知らぬ存ぜぬで逃げ切れると踏んでいたが、激高した左池に城中で斬りつけられ、その後手当の甲斐なく死んでしまう。越後家は息子が跡を継いだが、減給され30俵の御家人として小普請に廻った。
門部 伊賀守 邦朝（もんべ いがのかみ くにとも）
伊勢7万石の大名家当主。元は外様だったが、6年前に越後の助力で願い譜代となった。30代半ばの年齢で、おちょぼ口の唇を開いたまま三白眼で人を睨む癖がある。
老中になる野望を抱き一旦は成功しかけていたが、領国で藩札を破綻させて領民を苦しめ、抗議する者たちを弾圧して死者も出したという問題を信正が探り出して将軍や幕閣に報告したため、老中就任の話が流れてしまった。そこで、信正を自身の野望実現の障壁と認識し、越後が描いた信正排除の策に乗る。
市兵衛らの活躍によって事が幕閣に露見した後、他家への預けの処分を下されることが決まった。その後の評議によってはさらに重い刑罰も予想されたが、即日家督を幼い嫡男に譲るなら、赦免されるよう取り計らうという信正の提案を受け入れて隠居した。今後減封あるいは国替え、そして願い譜代取り消しの処分もあり得ると噂されているが、本話終了時点では処分未定である。。
宝部 治右衛門（たからべ じえもん）
門部家の側用人。邦朝と越後の密談の場にはいつも同席した。邦朝の老中就任運動や信正失脚計画のための資金調達を担当していた。
邦朝が隠居すると、自身も職を解かれて隠居した。
左池 帯刀（さち たてわき）
2800石の旗本で目付を務める。極めて猜疑心強く、気位高く、呵責ない気質。1500石で家格が自分よりも下ながら目付筆頭の地位にある信正のことを日頃からおもしろく思っておらず、その点を突く越後の使嗾によって弥陀ノ介を捕縛させた。そして、激しい拷問を加えて偽の自白をさせ、それにより信正を罪に陥れようとしたが、弥陀ノ介が半殺しの目に遭いながらも頑強に自白を拒否し続けたため失敗に終わる。
不正な取り調べが明らかになると、越後がすべての責任を自分になすりつけて潔白を主張したため、怒りにまかせて城中で越後に斬りつけた。その後さる大名家に預けられて処分を待つ身となったが、三河以来の名門の家名を惜しんで、斬首ではなくせめて切腹をという嘆願が目付衆や知己の者たちから出された。
南部 六郎（なんぶ ろくろう）
左池の右腕と呼ばれる徒目付頭。左池の命で弥陀ノ介捕縛の指揮を執り、配下の徒目付たちを使って拷問を加えさせた。
事が露見すると、信正への訴えが偽りと知りながら左池に加担して弥陀ノ介に拷問を加えた罪を問われ、お役御免となって妻子共々組屋敷を追われた。
尾黒 権太左衛門（おぐろ ごんたざえもん）
厳しい拷問を受けても、なかなか思い通りの自白をしようとしない弥陀ノ介に業を煮やした南部が送り込んできた徒目付。すぐに激昂する気性で、彼が逆上すると危ないと、仲間たちからも交わりを避けられている。さらに苛烈な拷問を繰り返し加えて弥陀ノ介を痛めつけた。
市兵衞に救出された弥陀ノ介は、尾黒にだけは手痛い仕返しをした。ただし、信正の温情と弥陀ノ介の取りなしにより、弥陀ノ介の捕縛や拷問に関わった他の徒目付たちと同様、それ以上の責めは負わされなかった。
後沢 兵部（のちざわ ひょうぶ）
気のいい相模小田原出身の浪人、大鳥伝右衛門（おおとりでんえもん）と名乗って市兵衞に何度か接触した。しかし、市兵衞は彼が別の武士と「露庵」に入っていくのを目撃して不審を抱いた。
正体は、邦朝を幕閣に加えるかどうかという話が出た際、国元の調査を担当した御庭番。その際、門部家からの付け届けを餌に越後から調査に手心を加えるよう依頼され、その通りにした。しかし、信正が門部家の藩札問題を独自に調べ上げて幕閣に報告したため、調査の手抜かりが判明し、以後は御用を仰せつからなくなった。そこで信正に怨みを抱いている。
越後からは、いずれ信正の命を取るにしても、今は性急に行動しないよう釘を刺されていたが、岡本を霧原らと共に闇討ちして葬り去る。さらに片岡家に侵入して佐波の命を奪おうとしたが、市兵衞や小藤次、そして出刃包丁を投げつけて抵抗する静観によって阻止される。
片岡家襲撃失敗の直後に組屋敷から姿を消したが、その後市兵衞の前に姿を現して勝負を挑んだ。しかし、市兵衞の力が勝り、斬られて命を落とす。
霧原 勘八郎（きりはら かんぱちろう）
麻布宮下町にある新影流の道場主。後沢が隠密の役目に携わった折に呼び寄せられて、6名の門弟と共に協力してきた。片岡家襲撃の際に市兵衞に斬殺された。
鈴代 百助（すずしろ ももすけ）
霧原門弟の1人で浪人者。片岡家襲撃の際、負傷しながらも生き残って捕縛され、霧原一味と後沢の関係について白状した。
なお、2名の門弟が生き残って逃走している。
露次（つゆじ）
宇田川町にある高級京菓子の老舗「露庵」の主人。裏では門部家の密偵を務め、娘や手代らを使って様々な大名家や有力武家の裏話を収集して邦朝に伝えてきた。
おくみ
信正の妻となるために「薄墨」を離れた佐波に代わり、静観が接客係として雇った29歳の女。雇われて半月後に静観と肌を合わせるようになったが、それから1ヶ月もたたぬある日、突然姿を消してしまう。未練が残る静観は市兵衞におくみの行方探しを依頼した。
その後、市兵衞が助力を願った矢藤太の探索で正体が判明する。7年前に出戻った露次の娘で、本名はお桐（おきり）。彼女もまた門部家の密偵だった。そして、「薄墨」に潜り込んだのは、信正についての様々な情報を収集するためだったのである。
越後一統が断罪された際、信正は露次やお桐のことは見逃した。しかし、その後渋井が店を訪問し、看板偽装の罪を指摘する。「露庵」は京菓子店の看板を掲げ、3人いる菓子職人はみんな京で修行したという触れ込みだったが、実は大崎あたりの村出身で、神奈川宿の菓子屋で修行した連中だった。渋井はそのことを客がいる前でおおっぴらに暴露した。
沢戸 甚三（さわと じんざ）
丹後の大名、瀬戸家の留守居役。
瀬戸家は3年前に両国橋の営繕を担当ており、越後の圧力によって信正に関する訴えを公儀に上申した。しかし、沢戸は訴えの内容について尋ねるために訪問した市兵衞と岡本伸三に、自分は訴えの内容を聞かされておらず、さらに今回の問題は瀬戸家が世話になっている「さるお方」にすべて任せていると漏らした。そのことと、渋井が平八や秩父屋から聞き出した話や、矢藤太が「露庵」について調べ上げたことについて市兵衞から報告を受けた信正は、「さるお方」が越後であり、邦朝の野望が絡んだ陰謀によって自分があらぬ罪に問われているのだということを悟る。
訴えが偽りだったことが明らかになると、瀬戸家は偽りの訴えをしたのは沢戸の独断だったと公儀に弁明し、沢戸が切腹したことを報告した。それでも、今後減封や国替えの処分もあり得ると噂されている。
小野 繁一郎（おの しげいちろう）
納戸役頭。市兵衞と岡本が上屋敷を訪問した際、沢戸に同席した。その際、沢戸と共に不誠実な対応に終始し、それに怒った岡本と激しく言い争う。その際、もし訴えが間違いだった場合には瀬戸家も無事では済まないという言葉を岡田が吐いたことで、沢戸が「さるお方」の話を漏らすことにつながった。

### 片岡家
重文（しげふみ）
市兵衞の異母次兄。旗本の芝山家に婿入りして徒組の組頭を務めている。
千絵（ちえ）
市兵衞の異母姉。納戸衆の野原家に嫁ぎ、17か18の息子がいる。
重文も千絵も市兵衞より10歳以上年長（千絵の方が重文より年下）。市兵衞が江戸に戻ってきて再会した後も、2人とも市兵衞のことを本名の才蔵と呼ぶ。長兄の信正を含む3人は市兵衞とは母が違うが、幼い市兵衞を重文と千絵はよくかわいがった。ただ、結構邪険に接した信正のことを市兵衞は一番慕っていたらしい。それは、信正が一番父に似ていたせいではないかと千絵は言う。
小藤次（ことうじ）
若党。後沢らが片岡家を襲撃した際、抜刀して奮戦した。

### 幕府
水野 壱岐守（みずの いきのかみ）
京極 周防守（きょうごく すおうのかみ）
田沼 玄蕃頭（たぬま げんばのかみ）
いずれも若年寄。共に信正への審問を行ない、事が明らかになるまで自発的に謹慎するよう勧告した。また、事件のあらましが明らかになった後、越後と左池に対する審問も行なった。
弥陀ノ介釈放の命令は、水野の名によって行なわれた。
岡本 伸三（おかもと しんぞう）
信正配下の小人目付で、よく弥陀ノ介と2人1組で探索を行なった。弥陀ノ介が捕縛されたことに不審を抱き、市兵衞に同行して瀬戸家上屋敷に赴いた。そのため、それを嫌った後沢と霧原らに襲撃されて斬殺されてしまう。
籾山 次郎助（もみやま じろすけ）
奉行所廻りの徒目付で、渋井と気安く声を掛け合う仲。普段は監察される側の奉行所の人間に、自分の務めに関することを語ることは一切ない男だが、渋井と弥陀ノ介が知り合いだと知っていただけでなく、本人も弥陀ノ介の捕縛や取り調べに不審を抱いていたようで、渋井にその件を教えてくれた。岡本によれば、以前は徒衆だったという。
竹山 弥平太（たけやま やへいた）
小人目付。岡本が何者かに斬殺されたことを、謹慎中の信正に報告しに来た。

### その他
平八（へいはち）
両国浜町の大工の棟梁だった男。3年前の両国橋修復の際は、すでに自身が棟梁を務めた「松浪屋」を息子に譲り、浜町の棟梁仲間を束ねる元締めに収まっていたが、大工としての最後の大仕事として自分が差配を行なった。そこで、渋井が当時の信正や弥陀ノ介の様子に不審な点がなかったかを尋ねに行った。平八は、不審な点は一切ないと断言すると共に、瀬戸家から単価が相場よりも高い秩父屋の材木を使うようにと指示があったと告げた。
秩父屋（ちちぶや）
外神田佐久間町の材木問屋。両国橋営繕の任を受けた瀬戸家が、材木の調達先に指定した。渋井の探索によれば、秩父屋は信正や弥陀ノ介とは会ったことがなく、瀬戸家の御用達でもなく、越後家出入りだということが分かった。
金山 準之介（かなやま じゅんのすけ）
瀬戸家が両国橋の営繕を行なった際に派遣された奉行。お家大事の実直な人柄ながら、金を大工に出しているのは瀬戸家だという態度が大工たちの不評を買ったが、それに比べて信正の気さくな人柄が大工たちに慕われていたと、平八は渋井に語った。
>>>記事の先頭にジャンプ

## 第13巻 遠雷

### 垣谷家
垣谷 貢（かきたに みつぐ）
旗本2500石の当主で、このたび15年ほど勤めた京都東町奉行の職を解かれて江戸に戻ってきた。「東御役所の鬼の垣谷」と呼ばれるほど厳しい取り締まりを行なったが、京で世話になった矢藤太によれば、付け届けを欠かさなければ目こぼしや口利きをしてくれる町奉行だった。逆に言えば金にがめつく、各方面から集まる付け届けを元手に投資で稼いだ。また、禁裏の総勘定を改める役目を利用し、司高和に命じて勘定をごまかして私腹を肥やしていた。裏勘定が露見するとすべての罪を高和になすりつけて斬首刑にしてしまう。そして、所司代から公儀の政に不満を持つ者たちへの取り締まりを厳しくせよと命ぜられると、以前から目を付けていた明石五郎左衛門を、罪を捏造した上で捕縛し斬首刑に処した。
末子勝之助が赤間一統にさらわれて身代金3000両を要求される。そのため、矢藤太を通じて市兵衛を雇い入れ、賊のねぐらを探らせた。助弥の協力でねぐらが判明すると市兵衛の職を解き、討手を伴ってねぐらを襲撃した。しかし、多くの死者を出し自らも捕縛されて、身代金を5000両に値上げされてしまう。そして、市兵衛と節子が身代金を持参した際、司兄弟に殺された。
お吹（おすい）
垣谷が京都町奉行だったときに娶った後添え。30歳。市兵衞が京で家宰兼用心棒を務めていた九条篤重の娘で、市兵衛とは10年ぶりに再開した。市兵衞の初恋の相手で、お吹もまた市兵衞を慕っていた。そして、お吹が20歳の時、市兵衛と共に雨宿りをした際に結ばれたと思われる。
事件解決後、垣谷家を離縁され、節子と勝之助を伴って九条家に戻った。
勝之助（かつのすけ）
お吹が産んだ次男。6歳。赤間一統に拉致された。小さいながら侍の子として気丈に振る舞う。赤間は金を手に入れたら勝之助を連れて逃げ、我が子として育てようかと考えた。
節子（せつこ）
お吹が産んだ長女。10歳。心優しく利発で勇気があり、怯える金吾の代わりに、市兵衞と共に身代金5千両を賊の元に届けた。
物語の中で、実の父親は市兵衞であることが示唆されている。
金吾（きんご）
節子と勝之助の異母兄で、垣谷家の嫡男。生みの母は金吾が3歳の時に訳あって離縁された。父と共に京に上らず、江戸の祖父母に甘やかされて育った。15歳ながら、市兵衞が雇われたときには見下す態度を取る。しかし、市兵衞と共に身代金を届けるよう賊から命ぜられた際には、怯えて拒絶した。
父を失って家督を継ぐ身となったが、事件解決後に事が公になり、垣谷家改易の咎めもあり得た。しかし、信正の尽力もあって家禄半減に留まり、屋敷もこれまで通りという寛容な処分に留まった。
登（のぼる）
垣谷の弟。市兵衞に対して最初から最後まで傲慢な態度を取り続けた。市兵衞と助弥の働きで賊のねぐらが判明すると手勢と共にそこを襲撃したが、赤間に与した弓の達人に射られ、その後司兄弟にとどめを刺された。
覚（あきら）
先代。隠居する前は京都町奉行を勤めた。江戸に残った金吾を甘やかして育てた。登を失った上垣谷まで囚われの身となると、一旦職を解かれた市兵衛を呼び戻し、謝罪した上で改めて助力を願う。しかし、金吾を身代金受け渡しに行かせることは拒絶した。
事件解決後、手元に戻った身代金5千両は、迷惑をかけた羽田浦弁天社への寄進や命を落とした者たちの供養に用い、残ったわずかな金は3人の孫に均等に分け与えることでお吹への謝意を表した。
覚の妻
勝之助と貝谷の身代金を、賊が指定した金吾ではなく宇三郎に身代金を届けさせると言う覚に異を唱えたお吹と市兵衛を罵倒した。
柴崎 宇三郞（しばさき うさぶろう）
5年前に明石五郎左衛門が処罰された際、それを不服とする門弟からの報復を恐れた垣谷が、お吹母子を警護するために雇った家士。勝之助が3歳の時にその世話掛に任じられた。
勝之助が道場に通うのに同行したとき、赤間一統に襲撃されて腕を斬られ、勝之助を拉致されてしまう。そのため、金吾や登からなじられる。当初、勝之助拉致の理由は分からないと市兵衞に語っていたが、後に京都町奉行時代の垣谷の不正が原因だということを告げた。
お吹が離縁されるのと同時に、自身も垣谷家から暇を出され、新たに九条家に奉公することになった。

### 赤間一統
赤間 九鬼（あかま くき）
30代半ばから40過ぎの年齢。5年前に師である明石が垣谷によって処刑された後、先斗町の茶屋の用心棒として糊口をしのいでいた。垣谷への怨みも忘れかけていたが、司兄弟の訪問を受けて復讐を決意する。そして、巧みな計略を用いて勝之助を、続いて垣谷を捕らえて身代金を要求した。
市兵衛と節子が身代金を持参した際、誰も殺さず金だけ奪って退散するつもりだったが、司兄弟が垣谷らに襲いかかったことがきっかけとなり、市兵衛と戦うこととなった。そして、激戦の末に市兵衛に斬られ、命を落とす。絶命する直前、勝之助の名を呼んだ。
司 高次郎（つかさ たかじろう）
御家人で禁裏賄所賄頭だった司牧右衛門（まきえもん）の次男。垣谷に禁裏総勘定の不正の罪を着せられて斬首された長兄高和の無念を晴らすため、赤間に接近して共に復讐しようと持ちかけた。
垣谷と討手がねぐらを襲撃した際には登を、そして市兵衛と節子が身代金を持参した際は垣谷を、いずれも収三郎と共に殺害する。しかし、垣谷殺害すぐに市兵衛に斬られた。
司 収三郎（つかさ しゅうざぶろう）
髙次郎と共に赤間に接近し、垣谷家への復讐の企てを持ちかける。垣谷殺害後、市兵衛に斬られた。
桔梗 角右衛門（ききょう かくえもん）
赤間の弟弟子。元は羽田浦の漁師、郡次郎（ぐんじろう）の末子角助（かくすけ）で、読み書き算盤ができる頭のいい子だったが、10年ほど前の16、7歳の時に、貧しい漁師になるのは嫌だと家出した。その後京に上って明石の下僕となった。明石道場が潰れた後、自分を受け入れてくれた赤間に恩義を感じており、垣谷家への復讐の際には自分がよく知る羽田浦にねぐらを設けて舟で移動することを提案した。
垣谷と討手がねぐらを襲撃した際は、垣谷を捕らえる手柄を立てた。しかし、市兵衛が節子と共に身代金を持参した際、市兵衛に斬りかかって返り討ちにされた。

### 京の人々
九条 篤重（くじょう あつしげ）
京の公家。市兵衛を24歳から29歳になるまで家宰兼用心棒として雇った。五摂家九条家の末流だが、いわゆる貧乏公家である。そのため裏家業として、困窮した公家の娘を女衒だった矢藤太に紹介して手数料を稼いでおり、そのつなぎ役としても市兵衞を使った。人脈を生かして何度も矢藤太や市兵衛が被ったもめ事を仲裁した。
娘のお吹と市兵衞が惹かれ合っていることを察知すると、市兵衞に京を離れるよう願った。そして、その直後にお吹を垣谷の後添えとした。いずれ勝之助を養子に迎え、九条家を継がせるつもりでいる。
大仲 貴左衛門（おおなか きざえもん）
西御役所の与力。先斗町の料理茶屋白石（はくさん）に上がり、酔ったあげくに芸妓に乱暴狼藉を働いたため、用心棒の赤間に懲らしめられた。
明石 五郎左衛門（あかし ごろざえもん）
皇国神道流の私塾を経営していた儒者で、赤間や桔梗の師。公儀の政に異議を唱えるため、以前から垣谷に目を付けられていた、そして5年前、捏造された罪によって垣谷に捕らえられ斬首となった。
司 高和（つかさ たかかず）
司兄弟の長兄。約10年前に父の跡を継いで禁裏賄所に出仕した。垣谷に裏勘定で資金を融通せよと命ぜられてその通りにしてきたが、不正が明るみになると垣谷にすべての罪を着せられて斬首された。家も改易となり、弟の高次郎と収三郎は浪人の身となった。
お栗（おくり）
市兵衛が思い出した10年前の出来事の登場人物。九条家の所領がある北白川郷の小作農家の娘。姉のお咲（おさき）が17歳で島原の遊郭に身売りしたが、1年後に病気にかかったという噂を聞きつけて、姉の安否を尋ねるためにお吹の元を訪ねてきた。そして、市兵衛と3人で島原に赴くが、お咲はすでに亡くなっていた。
お栗を家まで送った帰り、市兵衛とお吹は雨に降られてしまい、雨宿りのためにしばらく小屋の中で時を過ごすことになる。
百造（ももぞう）
お咲（おさき）を買った島原遊郭丹波屋の主。しかし、お咲が病にかかっても客を取らせようとし、それができないと分ると折檻を加えて死なせてしまった。遺体は山に捨てたという。話を聞いて怒りに駆られた市兵衛に子分や用心棒が叩きのめされた。次は百造の番という時、同行していた矢藤太が割って入って事なきを得る。

### 江戸の人々
馬助（うますけ）
佃島の漁師。母親の実家が佃島の漁師だった助弥とは幼馴染みで、赤間一統のねぐら探索に協力した。
壬助（じんすけ）
羽田浦の漁師で、馬助とは漁場は違うが古くからの仲間。六郷の渡し場で助船の賃船などもやっているため、羽田浦界隈に詳しい。そこで、馬助が助力を願い、その結果賊のねぐらを探り当てることができた。
諸川 重太郎（もろかわ じゅうたろう）
本所で直心影流を教える道場主。門弟や浪人らと共に赤間一統に対する討手に加わった。市兵衛には終始傲慢な態度を取る。賊のねぐら襲撃の際、赤間と剣を交えて逃げ出すも、追いつかれて斬られた。
>>>記事の先頭にジャンプ

## 第14巻 科野秘帖

### 良一郎の関係者
良一郎（りょういちろう）
渋井とお藤の間に生まれた息子。15歳。8歳の時に両親が離婚してしばらくお藤の実家で過ごした後、母の再婚に伴って文八郎と同居を始める。やがて仲間とつるんで賭場に出入りするようになり、ほとんど家に寄りつかなくなってしまった。
遊び仲間の賢右衛門の姉、理緒に惚れてしまい、母の箪笥からくすねた金で客として揚ろうとした。その際、中馬が理緒を斬ろうとしているのを目撃し、簪を投げつけた。そして、理緒の願いによって市兵衛を、さらに市兵衛の依頼で宗秀を呼びに走った。
事件解決後には身請けすると言って母を驚かせた。
お藤（おふじ）
渋井の元妻。7年前に離婚して実家の扇子問屋に戻り、その1年半後に文八郎と再婚した。ぐれてしまった良一郎に手を焼き、父親として何とかするよう渋井に強引に詰め寄った。後に良一郎が理緒を身請けすると言い出すと、事情を知らない渋井の元に再び怒鳴り込んできた。
文八郎（ぶんぱちろう）
本石町の扇子問屋「伊東屋」主人。お藤の再婚相手。良一郎のことは跡取りにすると決めているが、どのように接していいか戸惑っている模様。
お常（おつね）
お藤と文八郎の間に生まれた娘。4歳。お藤そっくりの物言いをする。
杉作（すぎさく）
太吉（たきち）
良一郎の遊び仲間で、いずれも17歳。

### 赤木家
赤木 理緒（あかぎ りお）
赤木軒春の娘で27歳。14年前に父を失った後、祖父母が相次いで亡くなり母親も病の果てに入水してしまう。そして、黒川から宗秀が父の敵と聞かされ、仇討ちのために20歳の時に弟と共に故郷を出奔した。3年前に江戸に出てくると、生活のために御所（御旅町）の岡場所「藤田屋」に身を売り、人気女郎となった。宰領屋に仇討ちの助っ人斡旋を依頼したことで、市兵衞が一連の事件に関わることになる。
客として訪れた中馬に斬られるが、とどめを刺される前に良一郎が簪を投げてくれたために致命傷には至らず、宗秀の手当により一命を取り留めた。
事件解決後、下伊那藩が金を出して身請けされ、上屋敷での静養の後に国元で奥女中となり、赤木家が再興された暁には養子を迎えるということになった。
赤木 賢右衛門（あかぎ けんえもん）
軒春の息子で美緒の弟。21歳。江戸に出てきて良一郎らと知り合った。姉とは別に六軒堀町甚九郎店に住んでいる。姉と違って仇討ちに意味を見いだせないでいた。秘帖を探しに長屋に忍び込んだ中馬に殺されてしまう。
赤木 軒春（あかぎ けんしゅん）
下伊那藩の元勘定奉行。特産の紙の売買を取り仕切る紙問屋仲間を作ろうとした。その施策の実態は、森を筆頭とする一握りの紙商人に商権を独占させるものであり、藩内や隣接する天領の紙漉き業者、仲仕、仲買人、問屋に加わっていない紙商人らの不満を買う。宗秀ら若い藩士たちも、「天竜組」という政の勉強会を作って軒春の政策を批判した。
ある時、軒春は何者かによって斬殺される。また、森らの屋敷への打ち壊しが起こったことで、事は公儀にも知られることとなり、厳しい沙汰を恐れた藩は重役を刷新すると共に赤木家を改易としたが、公儀からは紙問屋廃止や徴収した手数料の弁済などなど厳しい処分を受けることとなった。
生前、表に出せない交際の内容を詳しく記した帳面、「科野秘帖」を作成しており、その中には黒川の名も記されていた。

### 下伊那藩
黒川 七郎右衛門（くろかわ しちろうえもん）
かつて「天竜組」の一員だったが、実は軒春の密偵として彼らの動向を探っていた。その報酬は、軒春が家老に取り立てられた後に勘定奉行になることだったが、その約束を反故にされたために中馬に命じて軒春を殺させる。
その後側用人となって権勢を振るっていたが、対立する派閥の者に斬られ、秘密裏に治療を受けるため「天竜組」の同志だった宗秀を呼び出した。宗秀の口から赤木姉弟が彼を敵と狙っていることを知って、軒春の遺した秘帖が宗秀の手に渡り、自身が軒春の密偵として「天竜組」に加わっていたことが明らかになることを恐れて、中馬に秘帖の奪取と赤木姉弟の殺害を命じた。
事件発覚後、解任されて国元に戻され、裁きの後然るべき刑罰を受けることになった。
中馬 新蔵（ちゅうま しんぞう）
元は中馬の馬方だったが、黒川に剣の腕を見込まれて侍となり、暗殺仕事を請け負った。真剣を素手で握って動けなくするほどの握力を持つ。黒川の命により、軒春や賢右衛門を殺し、理緒にも深手を負わせた。下屋敷で療養中の黒川の元を訪れて問責する宗秀にも襲いかかるが、同行した市兵衞に斬られる。
平山（ひらやま）
江戸家老。元天竜組。事件解決後、解任されることになった。
岡下（おかした）
福士（ふくし）
江戸詰の年寄。元天竜組。事件解決後、解任されることになった。
溝口（みぞぐち）
新条（しんじょう）
国元の年寄。元天竜組。事件解決後、解任されることになった。
保利 岩見守 広満（ほり いわみのかみ ひろみつ）
下伊那藩2万石の藩主。軒春の死後「天竜組」の者たちを重役に抜擢し、特に黒川を側用人として重用した。かつて公儀によって禁止された紙問屋仲間を、名を変えただけで再び設置しようとした黒川らの目論見について、信正から内々に釘を刺されて断念せざるを得なくなった。
神保（じんぼ）
上屋敷の若い医師。宗秀が黒川の手術をした際助手を務め、その腕に驚嘆した。
森 六左衛門（もり ろくざえもん）
大百姓で、藩の金融財政に大きな発言力を持つ財産家。かつて軒春と結んで紙問屋結成を目論んで失敗したが、このたびは黒川と組んで、御用紙会所と名を変えただけの同じ仕組みを作ろうと企てた。
菅沼 千野（すがぬま ちの）
宗秀の元妻。宗秀との間には、この年13歳になった息子清五（せいご）がおり、医師になるため長崎に留学している。
側室土岐の方が産んだ亀姫付き年寄として江戸上屋敷に滞在しているが、間もなく帰国して脇坂の後添えになることが決まっている。宗秀の治療所を訪問し、現在の藩内の争いについて語ったが、宗秀には関与を断られてしまう。
菅沼 平左衛門（すがぬま へいざえもん）
千野の父。典医の匙頭を務めた人物で、宗秀の才能を見込んで養子に迎え、やがて千野と結婚させたが、宗秀の実父が打ち壊しに加わったことで批判を浴び、やむなく離縁した。その後、千野の弟重之（しげゆき）に家督を譲って、町医者として働いている。
脇坂 右京之介（わきさか うきょうのすけ）
城代家老。黒川と対立する派閥の領袖。50歳を過ぎている。千野を後添えに望んだ。
飛田 伝助（とびた でんすけ）
脇坂派に属する。黒川を襲って重傷を負わせた。捕らえられて拷問を受けたが、一切語ることなく斬首された。
飛田 主馬助（とびた しゅめのすけ）
飛田伝助の身内で、勘定方頭だった。御用紙会所の商権を森らに独占させず、すべての紙商人に広げるべきだと主張していたが、昨年の冬に何者かに殺された。
天野屋 良平（あまのや りょうへい）
天領の紙漉き業者らを巻き込んで、森らによる商権独占を公儀に訴え出ようとする動きの中心人物だったが、昨年の冬に何者かに殺された。
忠司
宗秀の実父。紙漉き業者。軒春が進めた紙問屋仲間の施策に不満を募らせる紙漉き業者らと共に、森らの屋敷を打ち壊した。その3年後に捕縛され、公儀によって取り調べを受けるために、打ち壊しの主だった者たちと共に江戸に護送されたが、牢屋敷で病死した。

### その他
竜造（りゅうぞう）
良一郎らが出入りしていた賭場を仕切る顔役で、本所にシマを持つヤクザの親分。借金を作った良一郎らに命じて、借金を返そうとしない遠地と塚石に焼きを入れるよう命じた。
遠地 又蔵（えんち またぞう）
塚石 願助（つかいし がんすけ）
本所二ツ目林町に住む浪人。賭場に作った借金をなかなか返さないため、竜造の命を受けた良一郎ら3人と助っ人に加わった賢右衛門に襲撃され、大怪我をした。
長六（ちょうろく）
東両国元町のヤクザ。理緒を気に入って身請けを申し出たが断られた。その際、仇討ちのことを聞いて意気に感じ、宰領屋を紹介した。
岩治郎（がんじろう）
御旅の店頭でヤクザの親分。遠地らを襲撃した賢右衛門を叩きのめしていた番小屋の男たちと、それを止めようとした市兵衛の争いを治めた。その後、賢右衛門や良一郎らを捕らえ、渋井を呼び出して対面させた上で放免した。
お多木（おたき）
理緒と仲の良かった女郎仲間。理緒が斬られた後、つきっきりで看病した。
>>>記事の先頭にジャンプ

## 第15巻 夕影

### 三宅家
三宅 庄九郎（みやけ しょうくろう）
旗本。60歳近い。末子辰助病死の知らせを受け、秘密裏に事実確認をしたい旨を信正に相談したところ、市兵衞を紹介された。
小野寺 右京（おのでら うきょう）
三宅家に仕える用人。腹を壊しているため、辰助病死の事実確認に行くことができず、市兵衞に代役を頼んだ。
三宅 辰助（みやけ たつすけ） /
庄九郎の息子。末子ということで甘やかされて育ち、無頼な振る舞いや放蕩に耽るようになった。18歳の時には、岡場所の女郎を巡って札差の若旦那と喧嘩となり、怪我を負わせてしまう。それがきっかけで下総国小金の一月寺（いちがつじ）において普化宗に入宗して真景（しんけい）の名を与えられ、いわゆる虚無僧になった。そして、葛飾郡国分寺山の麓にある蒲寺（がまでら）の所属となったが、3年後に病死したとの知らせがもたらされた。
巡景から吉三郎殺しの手引きを命じられたが、吉三郎が殺されると、事が発覚することを恐れて寺を逃げ出した。しかし、すぐに捕まって、折檻された上に生き埋めにされた。

### 吉三郎一家 / お高一家
太日の吉三郎（ふといのきちさぶろう）
葛西の柴又村、西利根村、小岩村を縄張りにするヤクザの親分。情に篤いと土地の人たちにも慕われていて、陣屋から十手も預かっていた。あちこちで乱暴狼藉を働いていた蒲寺の虚無僧たちが縄張り内の村々に出入りしないよう目を光らせていたが、その後何者かに暗殺される。
お高（おたか）
吉三郎の長女で、吉三郎亡き後一家を率いている。22歳。手下には「姉御」と呼ばれている。
お登茂（おとも）
吉三郎の次女。20歳。手下からの呼称は「姉さま」。
お由（およし）
吉三郎の三女。17歳。手下からの呼称は「お嬢」。市兵衞が一家を最初に訪問した際に応対し、若い女性（青のこと）など来ていないと返答した。
金次郎（きんじろう）
代貸。60歳。数十年吉三郎に仕えてきた一家の長老で、吉三郎亡き後お高を脇で支えている。手打ち後に文蔵一家がお高一家に因縁をつけてくることについて話をつけに行ったが、殺されてしまう。
周助（しゅうすけ）
若い衆のまとめ役。23歳。文蔵一家との出入り後、代貸に就任した。
多吉（たきち）
若い衆。18歳。文蔵一家に太吉と共に暴行されていたところを市兵衞に助けられた。
甲平（こうへい）、又一（またいち）
若い衆。文蔵一家に因縁をつけられ喧嘩騒ぎを起こした。
文五（ぶんご）
小僧。13歳。
雁平（がんぺい）
下働きの老僕。吉三郎が若い頃から働いている。文蔵一家との出入りでは、多吉を斬ろうとしていた巳吉を背後から竹槍で刺し、討ち取った。
黒（くろ）
吉三郎が飼っていた猫。吉三郎以外には懐こうとしない。

### 蒲寺
巡景（じゅんけい）
蒲寺の看主。吉三郎の縄張りの村々から代銭が入らなくなったため吉三郎を恨みに思い、文蔵に紹介された殺し屋に吉三郎を暗殺させた。また、それを手引きした辰助が恐れて逃げ出すと、折檻の上殺害した。
事件発覚後、三宅家の訴えを受けた寺社奉行の指図で捕縛され、江戸の牢屋敷に送られた。打ち首は間違いなしといわていれる。
西平 段造（にしひら だんぞう）
僧ではなく巡景に仕える用達役（という名目の傭兵）の1人。市兵衞が蒲寺を訪れた際に応対し、辰助は病死ではなく、村々で乱暴狼藉を働く行ないを改めず、折檻を恐れて逃げ出して行方不明だと語った。
お高一家と文蔵一家の出入りに文蔵方として他の用足役らと共に参加した。市兵衛に斬られ、かろうじて寺まで逃げ帰ったもののそこで力尽きた。
坊主頭（ぼうずあたま）
巡景に仕える用達役の1人。段造と共に久弥を殺害した。お高一家と文蔵一家の出入りでは、戦いに先駆けて市兵衞と一騎打ちをし、斃される。
墨田 久弥（すみだ ひさや）/ 理景（りけい）
蒲寺の虚無僧。辰助が寺に来たばかりの頃に面倒を見た。辰助とは衆道の間柄だった。辰助が巡景に殺されたという事実を密かに市兵衞に教えたが、それが巡景に発覚して殺されてしまう。
善景（ぜんけい）
理景が市兵衞と会っていたのを目撃し、巡景に報告した。

### 文蔵一家
白葱の文蔵（しらねぎのぶんぞう）
吉三郎と対立していたヤクザの親分で、松戸宿を根城にしているため松戸の文蔵とも呼ばれる。40代半ば。元は小金の百姓の倅だったが、16歳で勘当されて前親分の手下となり、30歳の時に跡目を継いだ。そして、周辺の親分衆の縄張りを強引に奪って、葛飾の大親分にのし上がった。吉三郎憎しの利害が一致して、巡景と手を組んだ。
お高一家との出入りで敗北し、大怪我をした。その後、吉次郎殺害への関与と金次郎殺害の罪に問われて捕縛された。この後、打ち首は免れないといわれる。
竹矢（たけや）
代貸。
巳吉（みきち）
吉三郎一家の若頭だったが、吉三郎の死後文蔵に寝返った。文蔵一家が金次郎をなぶり殺しにした際にはとどめを刺した。

### その他
左与吉（さよきち）
深川北松代町にある豊九郎店で、地獄宿を営んでいて、青（せい）に春を売らせていた。青が岡場所を勝手に抜けて地獄宿に移ったため、そこを縄張りとするヤクザのチンピラども6人が青を連れ戻しに来たが、青は3人を殺し3人に重傷を負わせた。自身も深手を負いながら逃げると言う青に、行く当てがないなら吉三郎を頼るよう語った。
豊九郎（とよくろう）
左与吉の長屋の家主。
直八（なおはち）
三宅家出入りの汲取人。辰助病死の知らせを三宅家にもたらした。
時右衛門（ときえもん）
葛西新宿村の下肥売捌人会所の世話人。辰助病死の噂を聞き、直八に頼んで三宅家に知らせさせた。三宅家から辰助病死の調査を依頼された市兵衞が訪問すると、蒲寺や吉三郎についての話を聞かせた。
お種（おたね）
市兵衞が弁当を使う際に立ち寄った茶屋の女将。吉三郎の娘たちのことや、その縄張りを狙っている松戸の文蔵の話を市兵衞に。また、市兵衞が金次郎と周助に吉三郎暗殺の真相を語った際にもこの茶屋を利用した。
船頭（せんどう）
市兵衞が蒲寺に向かう際に乗った舟の船頭。吉三郎が殺されたのと同じ頃、蒲寺の看主である巡景が、粗相をした1人の虚無僧を折檻して殺したという噂、また巡景に頼まれた文蔵が、手下を使って互いに邪魔な吉三郎を殺したという噂について語った。
波岡 森蔵（なみおか しんぞう）
小菅陣屋の手附。吉三郎亡き後のお高一家と文蔵一家の争いをやめさせた。一方、吉三郎に許していた十手をお高には許さず、御用の際には文蔵が代わりを務めるよう命じた。裏で文蔵や巡景と通じている。
文蔵と巡景が捕らえられた後も、文蔵一家に手心を加えた罪は証拠不十分とされたものの、知左衛門からの収賄容疑で捕縛された。裁きによっては斬首もあり得る。
知左衛門（ちざえもん）
松戸の高利貸し「津志麻屋」（つしまや）の隠居で、今は松戸の旦那衆の相談役を務めている。松戸界隈の商家や農家から元手を預かり、江戸の為替手形相場につぎ込んで儲けている。これを土地が豊かな葛西にも拡大したいと目論んで、葛西の支配を狙う文蔵一家を陰で援助している。
文蔵と巡景が捕らえられた後も、特に罪を問われることはなかった。しかし、波岡への贈賄容疑で捕縛された。裁きによっては斬首もあり得るし、津志麻屋にも財産没収と所払いの罰が下るとの噂も立った。
丸鉄（がんてつ）、京太（きょうた）
文蔵が巡景に紹介した金で殺しを請け負うごろつき。吉三郎殺しの実行犯。また、辰助殺害の事実を知った市兵衞の殺害も巡景から依頼され、風呂場で襲撃するが市兵衞に反撃され、丸鉄は死に京太は重傷を負った。
塚五郎（つかごろう）
新宿のヤクザの親分。お高一家と文蔵一家の手打ちの際、中人を務めた。
>>>記事の先頭にジャンプ

## 第16巻 秋しぐれ

### 鬼一と家族
鬼一 磯之助（おにいち いそのすけ）
江戸相撲の元関脇で、47歳。かつては「土俵の鬼」とあだ名される人気力士で、大関昇進間違いなしと言われていたが、15年前におぞう甚助と諍いとなって図らずも彼を死なせてしまったため、江戸を所払いとなった。その後、用心棒などを務めて糊口をしのいでいたが、あるときから浪人相撲を取るようになる。
妻には5年たったら迎えに来ると約束していたが、15年経ってようやく江戸に戻った。その時には妻も母も亡く、水茶屋で働いていた一人娘のお秀にも冷たく突き放されてしまう。その際、お秀が妊娠していることを感じ取り、相手が順吉だと知ると、どう責任を取るつもりかと順吉に詰め寄った。その件につき、市兵衛に意見されると、市兵衞の人柄を見定めるためだと言って相撲を取ることを求めた。その相撲に負けると、二度と橋本屋に近づかないことを約束した。
江戸に戻った後は、元兄弟子で雑司ヶ谷の浪人相撲の世話役をしている宗十郎の手伝いをし始める。そして、長年の無理がたたって心臓が弱っていたが、最後の相撲として大名たちの御前相撲で又右衛門と勝負することになり、勝利した。その夜、おぞう甚助の息子である吉五郎と一味の者たちが甚助の仇討ちと称してやってきたが、途中で市兵衛の加勢があって一味を撃退する。そして、これまで浪人相撲で稼いできた金と、又右衛門との賭け勝負で得た金をお秀に渡すよう市兵衞に頼んで息を引き取った。その遺骨は、母や妻が眠る回向院の墓に納められた
お秀（おひで）
鬼一が30歳の時に生まれた一人娘。3歳の時に父が所払いとなり、祖母や母が苦労の末に亡くなってしまう。母にかかった薬料や看病で働けなかったために作った借金返済のため、10ヶ月前から水茶屋「白滝」の茶酌女として働いている。そして、客であった順吉といい仲になって子を宿してしまう。
15年ぶりに会いに来た父に、これまでの怨みが爆発して冷たく突き放してしまう。結局、再び会うことなく、父の死を知らされることになる。
お清（おきよ）
鬼一の妻。鬼一の7歳年下。本所相生町の貧しい職人の娘で、幼い頃は鬼一の父がやっていた手習い所に通っていたため鬼一とは顔見知り。17歳の時に鬼一と再会し、すでに嫁ぎ先が決まっていたが鬼一との結婚を望んだ。
鬼一が所払いとなった後、河岸場で人足仕事をして娘と姑を養ってきた。そしえて、3年前に船の積み荷が崩れる事故に巻き込まれてしまい、3ヶ月眠ったまま目覚めること亡くなくなった。
鬼一の父
出羽国本荘の出身で、祖父の代からの浪人。士官を求めて江戸に出てきたが願いは果たされず、本所相生町3丁目の裏店で手習所を始めた。それは、鬼一が空腹でない日は一日もなかったと振り返るほど、貧しい暮らしだった。
鬼一の母
下野生まれで、本所の武家屋敷で下女奉公をしていたときに、鬼一の父と結婚した。父が亡くなった後は一人暮らしをしていた。鬼一は、母に会いに行った折りにお清と再会する。鬼一の気持ちを知った母親は、お清がすでに嫁入り先が決まっていることを知らずに話を持って行った。
お秀が10歳の年に亡くなった。その1年ほど前からお清やお秀のことが分からなくなっていたが、鬼一のことはよく話したという。

### 相撲関係者
宗十郎（そうじゅうろう）
江戸相撲時代、鬼一と同じ荒馬部屋の兄弟子だった。ただし、年齢は同じ。おぞう勘助がひいきにしていて、甚助のつけで飲み食いしていた。しかし、十両　止まりでそれ以上出世できず、雑司ヶ谷で百姓をやっている父の具合が悪いという知らせを受けて廃業を決めた。そして、甚助には詫びを入れて借金も返したが、甚助は詫びを受け入れずに10年の年季奉公を求めた。見かねた鬼一が代わりに甚助に謝罪してくれたため、宗十郎は無事に故郷に帰れたが、そのおかげで鬼一が甚助の恨みを買うことになった。
その後、雑司ヶ谷の浪人相撲の世話役となり、やがて野相撲の興業も打つようになった。鬼一が江戸に戻ってくると、南蔵院の裏手に住まいを用意し、鬼一が江戸に残してきた家族の消息を調べてくれた。そして、今後は浪人相撲の世話を手伝ってくれるよう願った。。
又右衛門（またえもん）
江戸相撲の武甲山部屋の相撲取りで、関脇。32歳。身の丈6尺4寸（約194cm）。力は江戸相撲一と言われ強烈な張り手や突っ張りを持っているが、力任せの荒い相撲を取るため脇が甘く、下位の力士に負けることがあってなかなか大関に昇進できないでいる。
昔、新入幕の場所で鬼一と当たって破れている。そして、大名たちの御前相撲の余興で15年ぶりに再戦の機会を得た。当初は鬼一を年寄りと見て手加減をしてやると語っていたが、それぞれ25両を賭けて本気の相撲を取ろうという鬼一の挑発に乗って、手加減なしの勝負に臨む。そして、またもや敗北を喫した。
鬼一が亡くなると、江戸相撲の親方や力士たちと共に墓前に現れ、鬼一との最後の勝負が一生の宝物となったと語った後、鬼一のことを詠った甚句を披露した。
阿修羅の国助（あしゅらのくにすけ）
上州の土地相撲の相撲取り。浪人相撲として各地を巡業していた鬼一が江戸に戻る前、最後に対戦した相手。20歳前の年齢で力もあったが、勝負を焦って鬼一に敗れた。試合後、鬼一と入れ替わりに旅廻りの浪人相撲に入門し、将来は江戸相撲の武甲山部屋に入りたいという夢を鬼一に語った。
荒馬 源弥（あらうま げんや）
鬼一が23歳で入門した相撲部屋の親方。

### 竹崎家
竹崎 伊之助（たけざき いのすけ）
徒組に属する小石川の300石の旗本。40歳前の年代。元は新番組で1500石の大身旗本、鳴山（なるやま）家の部屋住みだったが、竹崎家の婿に入った。
お梅の身請けのために茂吉から30両を借り、それが112両にまで膨らんだため、宰領屋を通じて市兵衛に茂吉との交渉を任せた。
16歳の頃におぞう甚助と義兄弟の杯を交わし、その跡目を継いだ吉五郎とも友誼を保っている。吉五郎が甚助の仇討ちのために鬼一と果たし合いをした際には、見届け人として同行したが、途中助っ人として現れた市兵衛と対決する。剣の腕は直心陰流の免許皆伝だったが市兵衛の敵ではなく、あっさり斬られて絶命する。
伊之助の家族
妻、長男、長女、姑の4人。伊之助が死んだ後は改易の危機を招いたが、方々に手を回し、12歳の長男が家督を継いで家名を存続させることができた。
田所（たどころ）
竹崎家の用人。
他の奉公人として、平侍と小侍が1人ずつ、中間・門番・下男ら手廻りが5人、下女・小女ら女衆が4人いる。

### 東両国の人宿組合
おぞう甚助（おぞう じんすけ）
おぞうとは草履取りの意。東両国で人宿組合の寄親を務めていた。竹崎家にも中間などを斡旋していて伊之助と仲良くなった。
15年前に徒党を組んで鬼一を闇討ちにしようとしたが、鬼一の張り手を受けて川に落ち、翌朝亡骸となって発見された。本来なら甚助の自業自得であるが、町奉行所は人宿組合を存続させるために、喧嘩両成敗の扱いで鬼一を江戸所払いに処した。
観音 吉五郎（かんのん きちごろう）
おぞう甚助の息子で、父の死によりまだ20歳にならない頃に跡目を継いだ。江戸に鬼一が舞い戻ってくると、甚助の敵を討つために徒党を組んで果たし合いをした。鬼一に深手を負わせたが、途中で加勢に現れた市兵衛の峰打ちを受けて昏倒した。その後、届け出もなく仇討ちと称して鬼一を大勢で襲って殺害し、世間を騒がせた罪を問われ、人宿組合を解散させられた。
弁治郎（べんじろう）
観音一家の代貸。江戸に舞い戻ってきた鬼一を見かけ、吉五郎に知らせた。甚助の仇討ちに加わったが、鬼一に返り討ちにされる。
小金次（こきんじ）
吉五郎の子分。甚助の仇討ちに加わったが、市兵衛に斬られて死んだ。
助蔵（すけぞう）、村治（むらじ）
吉五郎の子分。甚助の仇討ちに加わったが、市兵衛に恐れをなして逃げ出した。その後は行方知れず。
間宮 重郎（まみや じゅうろう）
本所にある心貫流の道場主だが、実態は観音一家の用心棒。吉五郎が甚助の仇討ちに赴いた際は、見届け人として同行した。途中で市兵衛が現れると戦いを挑んだが斬られて命を落とした。
霧野 完五（きりの かんご）
間宮道場の師範代。間宮と同じく見届け人として吉五郎らに同行したが、市兵衛に斬りかかって利き腕を斬られる。市兵衞に殺意はなかったが思いのほか出血が多く、後に落命した。

### 橋本屋
茂吉（もきち）
天王町にある札差「橋本屋」の主人。50歳過ぎ。伊之助に金を融通し、返済期日が来ると利息分も合わせて新たに融資することを繰り返して、それが112両まで膨らんだ。伊之助の日頃の振る舞いに怒った奥方が伊之助を離縁しようとしているという噂を聞くと、貸し倒れになることを恐れ、突然返済を迫るようになった。そして、伊之助の意を受けた市兵衛の提案を受け入れ、順吉を伊之助の知り合いの御家人の養子とする代わりに、借金を公儀が定める利息に沿って減額することを了承する。
お秀については、当初妊娠したと言いがかりを付け、鬼一を使って順吉を脅して金をむしり取ろうとする性悪女だと誤解し、市兵衛に対応を強引に（しかも無償で）願った。一方で、お秀や鬼一が二度と順吉に関わらないなら、お秀の借金を整理し、子の養育費も払うつもりがあると語る。後にお秀の人柄や出自が確かなことを確認すると、2人の結婚を許す気持ちになった。そして、お秀付きで養子縁組の話を進められるよう、市兵衞に竹崎家の田所用人との交渉をこれまた無償で強引に依頼した。
順吉（じゅんきち）
茂吉の三男。21歳。小さい頃から両親に甘やかされて育ち、家業を熱心に手伝う2人の兄と違っていつも遊びほうけている。お秀といい仲になって妊娠させたが、当初は遊びのつもりであり、妊娠のことも知らされていなかった。
不良じみた言動の一方で、愛嬌のある性格で人が良い。鬼一がお秀との関係を問い詰めに来て襟首を締め上げられる乱暴を受けた際も、鬼一が心臓の発作を起こして苦しむと、優しい言葉をかけた。そして、たとえ実家を追い出されることになろうとも、お秀と結婚する決意を固め、それを茂吉に宣言する。

### その他
お梅（おうめ）
伊之助の情婦。福富町に住んでいる。元は柳橋の芸者だったが、2年前に伊之助が30両で身請けした。
お勝（おかつ）
お梅の下女。
お三重（おみえ）
水茶屋「白滝」の茶酌女で、3人いるお秀の先輩の1人。時に売春もする茶酌女に不向きな性格のお秀のことをあれこれ心配してくれている。鬼一が店を訪れた際、お秀と懇ろになった相手が順吉だということを教えた。
善助（ぜんすけ）
老いた母親と一緒に、鬼子母神の参詣客目当ての土産物屋をやっている三十男。又右衛門との勝負を終えた鬼一が、お秀に渡す金を託すために市兵衛を呼び出した際に使いを頼んだ。
>>>記事の先頭にジャンプ

## 第17巻 うつけ者の値打ち

### 主馬とその家族
戸倉 主馬（とくら しゅめ）/ 藪下 三十郎（やぶした さんじゅうろう）
元は陸奥岩海領南城家に仕える平士で蔵方助役。だったが、登茂田に誘われて、特産品の鉄器の売買で帳簿を改竄して利益を得る不正を行なった。事が露見しそうになると、登茂田の命ですべての罪を一身に背負い脱藩した。江戸に流れ着いた後、岡場所「藪下」の用心棒を務めるようになり、藪下三十郎と名乗っている。料理がうまい。
藩を出て11年後、息子が百日咳にかかったため、登茂田から治療費を恵んでもらうために南城家上屋敷を訪れた。10両を用立てる見返りに村山景助殺害を命じられ、一旦了承するも実際の襲撃時には斬ることをためらってしまった。
岡場所「麦飯」と「藪下」の争いを仲裁しに来た市兵衛とは、剣を交えるが歯が立たず、市兵衛を気に入って両岡場所の手打ちが済んだ後に自宅に招いた。その後、国元に残してきた家族を登茂田が約束通り援助せず、皆塗炭の苦しみの末に亡くなったことを知る。そして、市兵衛にこれまでの詳細を書いた書状を残し、登茂田の元に乗り込んだが、竹川源四郎に殺されてしまう。
お津奈（おつな）
三十郎の妻。彼の過去を知らぬまま結婚した。昼間は近所の隠居夫婦に息子を預け、十番馬場町の旅籠で飯炊きと端女をしている。
父は仙台馬を売りに来た馬喰で、仙台に帰ってから音沙汰がなく、母は麻布新網町の小料理屋を営んでいたが、お津奈が13歳の時に病に倒れ、5年後に亡くなった。
死んだ母と三十郎に仕込まれて料理の腕が良く、三十郎の死後、市兵衛が三十郎の書状を南城家に売りつけて得た100両を元手に、麻布新網町に小料理屋「三十郎」を開き繁盛させている。
文平（ぶんぺい）
三十郎とお津奈の一人息子。乳児。三十郎が41歳の時に生まれた。乳が足りないせいかあまりからだが丈夫ではない。
戸倉 博助（とくら ひろすけ）
主馬の父。隠居前は徒士組の山方を務め、主馬が蔵方に就いた際には出世の見込みがあると喜んだ。主馬が脱藩すると、家が廃絶となり商家の古い物置に転居した。時右衛門が援助を申し出たがそれを断る。そして、6年前に病死した。
博助の妻
主馬の母。夫が亡くなってから認知症の症状が出て徘徊するようになり、その後寝たきりとなる。そして、夫が亡くなって1年半後、貢と心中した。
戸倉 貢（とくら みつぐ）
主馬の妹。兄が脱藩した後、材木問屋で端女奉公をして家計を支えた。父の死後改めて時右衛門が援助を申し出たがそれを断る。母が寝たきりになると介護のために働くことができなくなり、やがて母を脇差しで刺した後、自らの喉を突いて自害した。

### 登茂田一統
登茂田 治郎右衛門（ともだ じろうえもん）
陸奥岩海領の高知衆。南城家蔵屋敷の名代。国元では部下の猪川や勝田、富松屋忠治と鉄器売買の不正を企図し、そこに主馬を参加させた。その不正が発覚すると、家族を養うという条件で主馬1人が罪をかぶって脱藩するよう命じた。5年前に江戸詰めとなると、楢崎屋と松前屋と組んで帳簿を改ざんし不正な利を得る。
事件発覚後、職を解かれて国元に戻され、間もなく病死。家は息子が継いで安泰であった。
猪川 十郎左（いのかわ じゅうろうざ）
勝田 亮之介（かつた りょうのすけ）
蔵方助。登茂田の不正に荷担する。事件発覚後は、職を解かれて国元に戻され、両名とも間もなく病死。それぞれの家は息子が継いだ。
富松屋 忠治（とみまつや ちゅうじ）
岩海城下の仲買商。国元での登茂田の不正に荷担する。事件が発覚した時にはすでにこの世を去っていたが、後を継いだ息子が些細な間違いを咎められて家と財産を没収され、家族共々領外追放となった。
楢崎屋 嶺次郎（ならさきや みねじろう）
江戸の南城家蔵屋敷の蔵元。江戸での登茂田の不正に荷担する。事件発覚後、家督を息子に譲って隠居した。南条家に対して松前屋と合わせて10万両に及ぶ貸し付けを行なっていて、それらは表向き全額返済になったが、実質は事件の責任を問われて帳消しにさせられたと思われる。
松前屋 伝左衛門（まつまえや でんざえもん）
江戸の南城家蔵屋敷に関わる掛屋。江戸での登茂田の不正に荷担する。事件発覚後、家督を息子に譲って隠居した。
竹川 源四郎（たけかわ げんしろう）
鮫ヶ橋表町に済む浪人で、登茂田に密偵として雇われている。村山と三十郎を殺害した。その後、市兵衛に襲われて叩き伏せられる。市兵衛は証人として生かしておくつもりだったが、時右衛門に殺されてしまう。

### 陸奥岩海領南城家
志布木 時右衛門（しぶき ときえもん）
目付。村山殺害事件の調査のため、藩主直々の命によって江戸入りした。高知衆であるが主馬とは竹馬の友。沙織（さおり）という妻がいる。
江戸で主馬と再会した際、彼の家族がすでに亡くなったことを教えた。
主馬の死後、彼が残した書状を持って市兵衛が上屋敷を訪れた際、渋る遠山を説得してそれを買い取らせた。しかし、竹川が市兵衛に捕らえられると、口封じのために竹川を斬殺し、自分たちのやり方で事件の始末をつけると市兵衞に述べる。
遠山 十左衛門（とおやま じゅうざえもん）
江戸家老。当初、村山殺害事件の調査は名家である登茂田への遠慮から徹底できなかったが、国元にいる藩主直々に時右衛門への助力と徹底調査を命ぜられる。その後、信正から面会を求められ、村山景助及び戸倉主馬殺害事件に関して市兵衞が上屋敷を訪問するので門前払いしないよう依頼された。市兵衛には終始嫌みな態度で接したが、最終的に主馬の書状を買い取る。
村山 景助（むらやま けいすけ）
蔵方。登茂田らの不正に気づいたため殺害された。本来は主馬が殺害するはずだったが、とどめを刺さずに立ち去ってしまう。そのため後詰めの竹川がとどめを刺した。

### 藪下
お京（おきょう）
麻布宮村町の岡場所「藪下」の店頭。元店頭だった権太（ごんた）の娘。一の子分だった彦造がお京と結婚して跡目を継いだが、彼が2年前に亡くなったためお京が店頭となった。背中に桜吹雪の彫物を入れている。三十郎を用心棒として雇っている。
「麦飯」女郎のおみね、おそよ、おひなが、年季が明けたにもかかわらず、あれこれ理由を付けられひどい条件で働かされているのを知り、彼らを引き抜いた。そのため、「麦飯」店頭の郷助と争いになったが、市兵衛の仲裁によって手打ちとなった。その後、市兵衛に色目を使うようになる。
金松（かねまつ）
お京の手下。いつも革半纏を身にまとっている。

### その他
郷助（ごうすけ）
赤坂田町の岡場所「麦飯」の店頭。年季が明けた抱え女郎のおみねら3人が彼に無断で「藪下」に移ったことでお京と争いになり、助弥の下っ引きで馴染み客でもある連蔵を通じ、渋井に仲裁を願った。しかし、町方同心が非公認である岡場所同士の争いに首を突っ込むことはできないとして、市兵衛が仲裁を引き受けることになった。その結果、おみねらが「麦飯」に戻る代わりに、大幅な待遇改善を約束させられる。
銀治郎（ぎんじろう）
麻布市兵衛町の岡場所の店頭。お京と郷助の手打ちの中人を務めた。
谷島 喜十郎（たにしま きじゅうろう）
井伊家上屋敷裏手に住む旗本。「藪下」の「楓屋」という見世に揚がったが、泊まりの代金と飲食代をつけにしたまま帰った。証文の期限が来たため三十郎と金松が取り立てに行った。当初は無視を決め込むつもりだったが、応対に出た郎党が三十郎に一撃で悶絶させられたのを知って、慌てて代金を支払った。
>>>記事の先頭にジャンプ